# 艾塞克斯號航空母艦
艾塞克斯號航空母艦（USS Essex CV-9）是一艘隸屬於美國海軍的航空母艦，為艾塞克斯級航空母艦的首艦。它是美軍第四艘以艾塞克斯為名的軍艦，紀念1799年麻薩諸塞州的艾塞克斯居民捐贈第一艘艾塞克斯艦給美國政府。由於在二戰表現出色，艦上水兵稱之為海軍最善戰之軍艦（The Fightingest Ship in the Navy）。
艾塞克斯號於1941年開始建造；數月後日本偷襲珍珠港，美國正式參與第二次世界大戰，並加快建造艾塞克斯號等航空母艦。1943年艾塞克斯號開始參與太平洋戰爭。戰後艾塞克斯號退役停放，並在稍後進行代號SCB-27A現代化改建。1951年艾塞克斯號完成改建後再次服役，並進行了兩次韓戰巡航；期間艾塞克斯號被重編為攻擊航母，舷號改為CVA-9。韓戰後艾塞克斯號進行代號SCB-125改建，增設斜角飛行甲板，並在稍後調往大西洋艦隊。1960年艾塞克斯號重編為反潛航母，舷號改為CVS-9。除大型戰爭外，艾塞克斯號也介入了多場冷戰危機，包括豬灣事件及古巴導彈危機；亦有份參與美國的太空計畫，回收了太陽神7號的指揮艙。
艾塞克斯號在1969年退役；於1973年除籍；最終在1975年出售拆解。

## 建造與早年服役
艾塞克斯號的龍骨在1941年4月28日於紐波特紐斯造船廠置放；同年12月7日，日軍偷襲珍珠港，艾塞克斯號加快興建，到1942年7月31日下水，於12月31日正式服役。1943年1月起，艾塞克斯號在切薩皮克灣試航，並搭載第九航母航空聯隊（Air Group 9，今第九航母航空大隊），於2月17日首次起降飛機。3月15日，艾塞克斯號到千里達西班牙港一帶海域繼續試航，於4月9日返抵漢普頓錨地的諾福克船廠。
5月10日，艾塞克斯號離開美國東岸，於17日經巴拿馬運河，在31日抵達珍珠港，隨即日以繼夜訓練艦上官兵，以準備參與太平洋戰爭。

## 第二次世界大戰

### 馬紹爾群島戰事

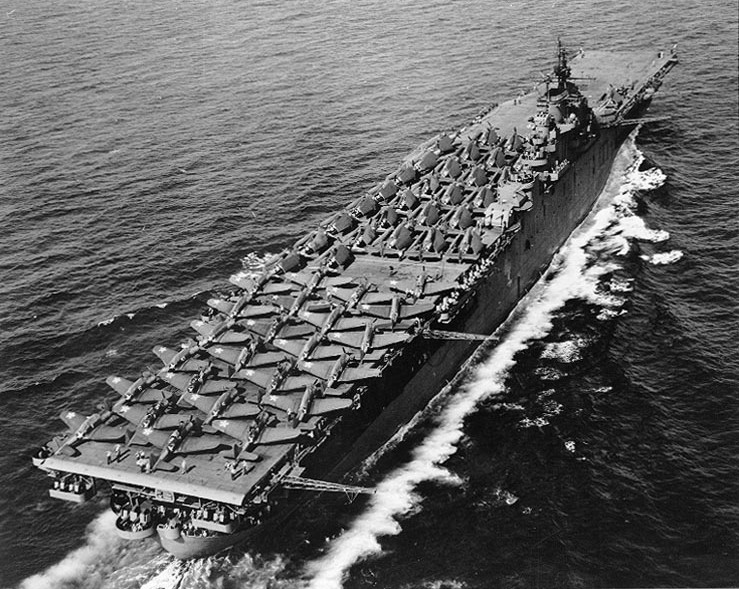
1943年5月，艾塞克斯號航向夏威夷，預備參與太平洋戰爭。

1943年8月23日，艾塞克斯號、約克鎮號及輕型航母獨立號等組成第15特遣艦隊（Task Force 15），於9月1日空襲南鳥島。三艦於當日共作六波攻擊，飛機出擊數達275架次；但此時美軍未有計畫派軍登陸。空襲過後，艾塞克斯號與約克鎮號於10日返回三藩市補給。
艾塞克斯號於9月20日再次前往西太平洋，並在稍後擔任第14特遣艦隊（Task Force 14）旗艦，前往攻擊威克島；同行的尚有約克鎮號、列星頓號、獨立號、貝勞森林號及科本斯號。艦隊分別於10月5日及6日發動六波攻擊，出擊數達738架次；而空襲後日軍殺害島上98名美國俘虜；艦隊則於11日返回珍珠港休整。

#### 空襲拉包爾
此時美軍正預備登陸吉爾伯特群島。海軍為此編組了第52及53特遣艦隊（Task Force 52 and 53），前者由珍珠港出發，登陸北面的馬金島（Makin）；後者則由新赫布里底群島的聖靈島出發，登陸南面的塔拉瓦環礁；同時，海軍亦將第50特遣艦隊（Task Force 50）編為快速航空母艦艦隊（Fast Carrier Forces），以支援陸戰隊登陸兩島；艦隊分成四分隊，由艾塞克斯號擔任第三分隊（Task Group 50.3）旗艦，與碉堡山號及獨立號同行。分隊會先攻擊拉包爾，在空襲後返回聖靈島補給，並等待珍珠港的護航舰隻前來會合，最後則支援陸戰隊登陸塔拉瓦。
11月初，分隊準備前往拉包爾。但不久前布干維爾島戰役爆發，海軍將第三分隊大半的巡洋艦及驅逐艦，調往布干維爾島東南角；分隊因此滯留聖靈島，等待護航艦隻返回，到8日才起程出發；而薩拉托加號及普林斯頓號為首的第四分隊，在11月5日先空襲了拉包爾。11日早上，艾塞克斯號等艦在拉包爾東南160英里（260）派出空襲機隊；第17戰鬥機隊（VF-17）的F4U及第33戰鬥機隊（VF-33）的F6F則分別由安東加機場（Ondonga）及薩基點機場（Segi Point）起飛，為航空母艦提供空中掩護。日軍偵察機在6時45分發現了美軍機群，隨即派出68架零式戰鬥機前往攔截；8時30分雙方在聖喬治角（Cape St. George）遭遇，但部分美軍的轟炸機成功擺脫，並在厚雲掩護下繼續前進。9時5分，艾塞克斯號的機隊率先轟炸港口；碉堡山號及獨立號的機隊則緊隨其後；由於能見度低，美軍無從得知攻擊成果，要到空襲後截取日軍無線電通訊，方知擊沉了涼波號；重創長波號；並擊傷阿賀野號；夕張號、浦風號及海風號僅受輕傷；而港口設施則輕微受損。
此時艦隊準備第二次空襲，而第17戰鬥機隊及第33戰鬥機隊則分別降落到三艘航空母艦加油（巧合的是，第17戰鬥機隊成立之初，曾在碉堡山號上服役），然後再次升空。不久日軍偵察機發現了艦隊位置，派出67架零式、27架九九式轟炸機及14架九七式轟炸機攻擊美軍艦隊。下午1時13分，艦隊雷達發現日軍飛機於119英里（192）外接近，但艦隊指揮蒙哥馬利（Alfred E. Montgomery）少將未有派出截擊機，並在25分派出第二波空襲的轟炸機。51分，擔任掩護的第17戰鬥機隊及第33戰鬥機隊在艦隊40英里（64）外遭遇日機。雖然兩機隊的燃油短缺，但仍擊落多架戰機，稍後更在航空母艦附近低空與日機交戰；而艾塞克斯號等三艘航空母艦則集中編隊，與驅逐艦組成嚴密防空火網。54分時艦隊防空炮開始開火。縱使美軍艦隊缺乏戰機防守，日機卻無法突破美軍防空火網，多被擊落，未能有效攻擊。下午2時12分，蒙哥馬利取消第二波空襲，並命轟炸機返航，協助艦隊防守。30分日本魚雷轟炸機試圖攻擊碉堡山號，但魚雷無一命中。40分空戰結束，美軍艦隊毫髮無損，僅十人受傷，並損失11架飛機；而日軍則損失超過39架飛機。當晚艦隊撤返，於13日抵達聖靈島。

#### 塔拉瓦與馬金島

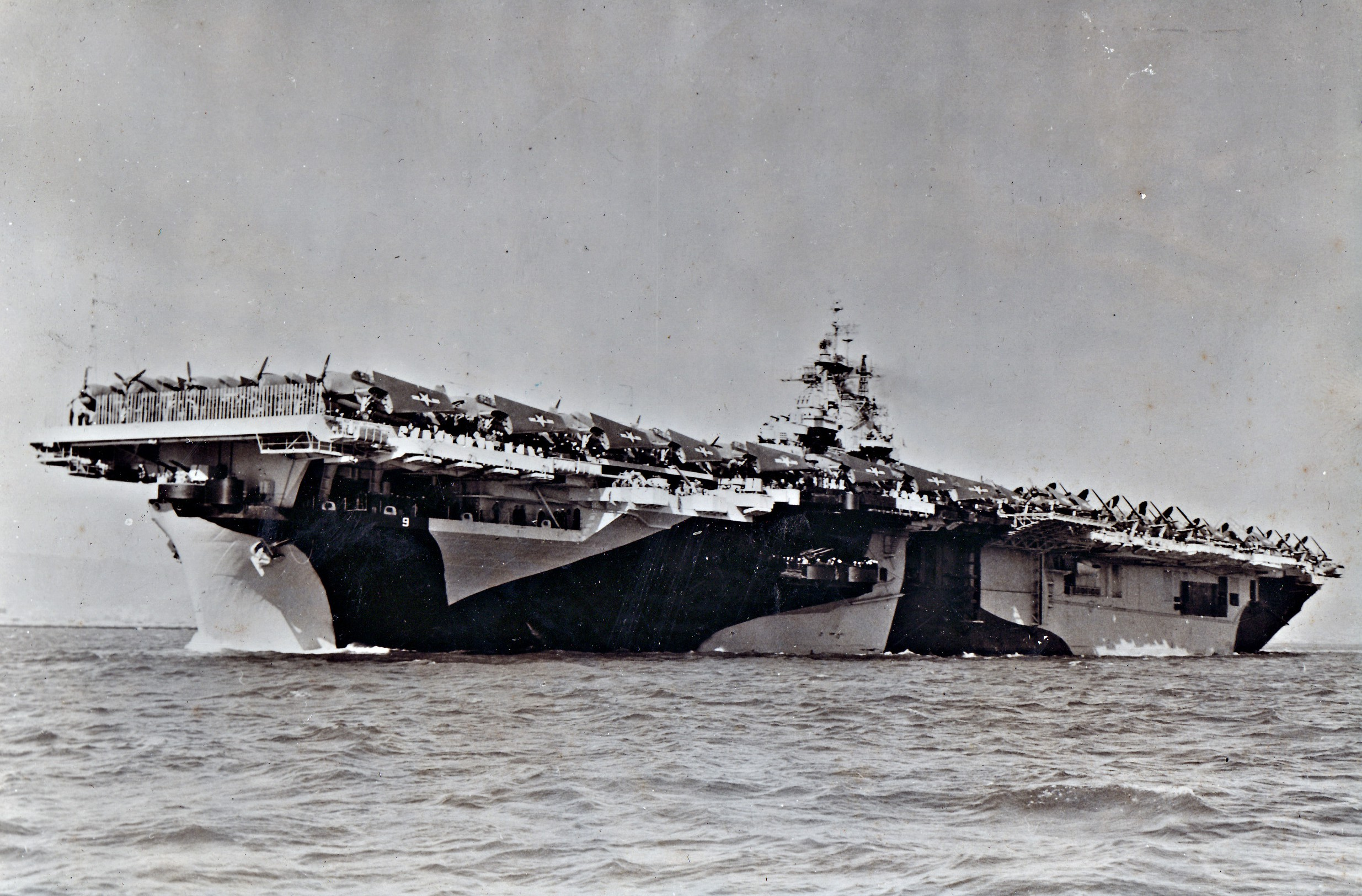
1944年4月15日，艾塞克斯號即將離開三藩市，再次參與太平洋戰爭。艾塞克斯號此前改建了艦島及雷達，並增建了彈射器；艦體亦漆上了新的迷彩。飛行甲板上泊滿了新成立的第十五航空聯隊飛機。此部隊將在太平洋戰爭中大放異彩。

11月14日艾塞克斯號再次離港，前往支援美軍登陸塔拉瓦；19日美軍開始登陸馬金島，並在24日佔據環礁；而艾塞克斯號等則在18至19日空襲塔拉瓦，並摧毀兩座海防炮及三輛坦克。20日早上艾塞克斯號；當晚分隊遭日軍16架魚雷轟炸機攻擊，獨立號被一枚魚雷擊中受創，而艾塞克斯號則未有受損。陸戰隊在空襲後登陸塔拉瓦，但遭到日軍頑抗，至23日才佔領塔拉瓦。陸戰隊共有980人陣亡；而海軍的護航航空母艦利斯康灣號（USS Liscome Bay, CVE-56）則被潛艇擊沉，導致687人死亡；而島上近5,000名日軍及韓國勞工只有146人生還。由於死傷慘重，登陸塔拉瓦在美國一度引起輿論爭議。
戰鬥結束後，海軍重編第50特遣艦隊；艾塞克斯號仍舊擔任第三分隊旗艦，由蒙哥馬利指揮，同行航空母艦則改為企業號及貝勞森林號；而第一分隊則由旗艦約克鎮號、列星頓號及科本斯號組成；艦隊由鮑奈（Charles A. Pownall）少將指揮。兩分隊被派往空襲瓜加林環礁。

#### 瓜加林與特魯克
12月1日，第三與第一分隊在海上會合，然後繞道前往瓜加林。4日早上，艦隊派機隊空襲瓜加林，但被日軍發現，並派戰機攔截，雙方爆發空戰。艾塞克斯號及列星頓號的轟炸機隊試圖轟炸機場及礁湖內的軍艦，但因情報失準，效果不彰；兩艦的41架SBD及36架TBF，只擊傷五十鈴號及朝風丸；F6F則摧毀地面16架戰鬥機及3架轟炸機；另一方面，企業號與約克鎮號集中攻擊環礁南端的軍港，擊沉三艘補給艦，並擊傷長良號，摧毀18架水上飛機。整場空襲，美軍只損失五架飛機。
空襲後鮑奈取消第二波攻擊，撤出瓜加林海域。10時至11時，艾塞克斯號等艦開始回收飛機；正午約克鎮號則派29架飛機攻擊沃特傑環礁，以削弱日軍空中力量，減低航母受襲風險；僅四分鐘後，日軍15架九七式轟炸機由海平面低飛而至，避開雷達偵測，並分別以魚雷攻擊列星頓號及約克鎮號，但無一命中，攻擊的飛機則多半被美軍擊落。下午3時約克鎮號回收攻擊機隊，艦隊加速撤離，以避免日機夜襲；然而海面大浪，延緩艦隊速度，至傍晚艦隊仍未離開日軍轟炸機的作戰半徑。入黑後日機開始在艦隊上空盤旋，並斷續攻擊艦隊；將近半夜，列星頓號被一枚魚雷擊中，舵機一度卡死，但美軍迅即搶修，艦體損傷輕微。5日東京玫瑰在電台宣告日軍已擊沉列星頓號；美軍艦隊在6日於外海補油，到9日返抵珍珠港休整。
1944年1月6日，第58特遣艦隊（Task Force 58，第五艦隊下的快速航空母艦艦隊）編成，由密茲契少將指揮；艾塞克斯號編入蒙哥馬利指揮的第二分隊（Task Group 58.2），並擔任旗艦；同行的航空母艦尚有無畏號及卡伯特號。16日艦隊離開珍珠港，支援即將登陸瓜加林的美軍。29日早上，艾塞克斯號空襲瓜加林北部的萊島（Roi island），摧毀該處的機場，同時擊毀爪加林所有的日軍戰機；當晚分隊的戰艦南達科他號、北卡羅來納號及阿拉巴馬號炮擊了萊島；而艾塞克斯號則在30日再作空襲。
1月31日，美軍開始登陸瓜加林，同時佔領無人防守的馬久羅，瓜加林戰役爆發；當日艾塞克斯號掩護陸戰隊登陸，並作空中支援，直到2月3日美軍完全佔領環礁為止。4日艾塞克斯號前往馬久羅稍作休整，
在12日則往空襲特魯克。
太平洋戰爭爆發後，日軍在特魯克島建立海軍基地，儼如美國之珍珠港。武藏號、大和號及長門號均於此下錨；但環礁內的日艦，大多在美軍空襲前撤返日本。2月17日美軍艦隊開始攻擊；密茲契在日出前先派F6F奪取制空權，再命後至的18架TBF攻擊跑道上的飛機；第一波攻擊後，日軍空中力量大受打擊，環礁上的365架飛機，只有約100架未有受損；清晨美軍艦隊的輕型航空母艦又派轟炸機攻擊島上設施及礁湖軍艦。
傍晚7時，六架裝有雷達的九七式轟炸機發現美軍艦隊，並伺機攻擊；約克鎮號曾在9時派夜戰F6F前往攔截，但失敗告終；這使無畏號在10時11分被魚雷擊中，被迫撤回珍珠港維修；而艦隊在18日再空襲特魯克島兩次，於中午撤走。兩日空襲，美軍擊沉了三艘輕巡洋艦、四艘驅逐艦及若干艘運輸艦。艦隊稍後前往埃尼威托克島（Eniwetok），協助美軍登陸；由於登陸順利，20日艾塞克斯號所屬的第二分隊，與第三分隊改往攻擊塞班島、天寧島及關島；此行約克鎮號替補無畏號於第二分隊之空缺。22日及23日，艾塞克斯號等艦共派五波飛機空襲三島，同時作攝影偵察，然後撤回馬久羅休整。
艾塞克斯號於3月4日返回珍珠港，預備返國維修。6日艾塞克斯號前往三藩市，並在10日進入乾船塢；期間艾塞克斯號改建艦島、換上新式SK雷達及在飛行甲板安裝兩座彈射器。

### 馬里亞納群島與小笠原群島

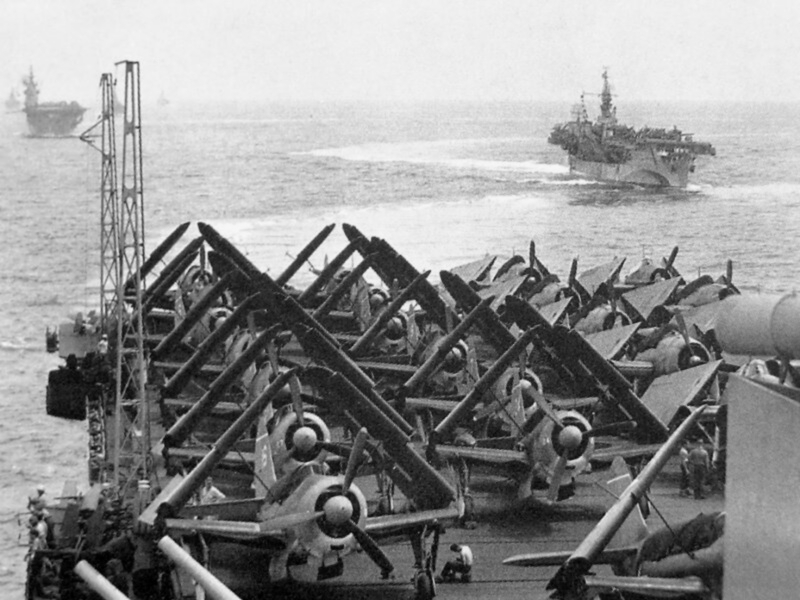
1944年5月27日，艾塞克斯號、聖哈辛托號（後方）及胡蜂號（背景）剛於日前空襲威克島，正返回馬久羅。三艦此時正轉向迎風，預備派出飛機執勤。返回馬久羅後，艾塞克斯號將往空襲小笠原群島，然後參與菲律賓海海戰。

4月16日，艾塞克斯號離開三藩市，並於20日抵達珍珠港。24日至28日，美軍新成立的第十五航母航空聯隊（Air Group 15，今第十五航母航空大隊）在艾塞克斯號上訓練；該聯隊由日後的海軍第一王牌飛行員麥坎貝爾（David McCampbell）領軍。訓練結束後，聯隊被派駐艾塞克斯號。5月3日，艾塞克斯號、胡蜂號、聖哈辛托號及一應護航艦隻前往馬久羅，於8日抵達。第五艦隊的其他航空母艦尚未全數返回，亦需時休整。為善用時間，胡蜂號、艾塞克斯號及聖哈辛托號臨時組成第六分隊（Task Group 58.6），由第二分隊的蒙哥馬利少將指揮，前往空襲南鳥島及威克島。19及20日，艾塞克斯號等空襲了南鳥島；又於26日空襲威克島。31日，艦隊進行夜間戰鬥演習，在6月1日返回馬久羅。
此時美軍正籌劃進攻菲律賓；美國陸軍航空軍分別於6月3日及9日空襲帛琉、沃萊艾島（Woleai）及雅浦島。6日第58特遣艦隊前往空襲馬里亞納群島，以削弱日軍空中力量；艾塞克斯號編入赫利爾（William K. Harrill's）少將指揮的第四分隊（Task Group 58.4），並擔任旗艦；分隊尚有蘭利號及科本斯號兩艘輕型航母。11日四支分隊空襲了關島、天寧島及塞班島；12日克拉克的第一分隊調往空襲關島，而艾塞克斯號等三支分隊則繼續轟炸天寧島與塞班島；當日艾塞克斯號的偵察機發現日軍補給船隊撤離塞班島，返航日本，分隊隨即發動攻擊，並擊沉一艘魚雷艇、三艘驅潛艇（Subchaser）、十艘運輸艦及多艘漁船。13日各分隊繼續轟炸諸島，為即將登陸美軍清場。14日晚艾塞克斯號所屬的第四分隊與第一分隊調往北方，空襲小笠原群島；而美軍陸戰隊則在15日開始登陸塞班島。
6月15日兩分隊抵達小笠原群島外海。斯普魯恩斯上將命克拉克於16日發動一波空襲，然後撤返，以預備與日本艦隊交戰；但艦隊既已離目標不遠，克拉克下令在15日下午先攻擊硫磺島、父島及母島，再於16日發動另一波空襲。下午2時30分，艾塞克斯號、約克鎮號與大黃蜂號等派戰機攻擊硫磺島機場；在半小時後又空襲了父島及母島，共擊落20架零戰，摧毀地面七架飛機。晚上海面天氣轉差，颳起狂風大浪，16日早上克拉克取消空襲父島，自領第一分隊空襲較南的硫磺島，然後在海上加油，再撤返馬里亞納海；艾塞克斯號的第四分隊則先往南航行，在17日空襲了帕甘島（Pagan Island）的小機場。18日艾塞克斯號原定在海上補油，但此時斯普魯恩斯發現日本艦隊離開菲律賓，前來支援馬里亞納，故命北上的兩支分隊即時返回會合，以迎擊日本艦隊。四支分隊在當日正午於塞班島以西海域會合，並開始搜索日軍的第一機動艦隊。由於第四分隊只有艾塞克斯號為大型航空母艦，故密茲契將之留在第一分隊後方，主力為艦隊防空。

### 菲律賓海海戰

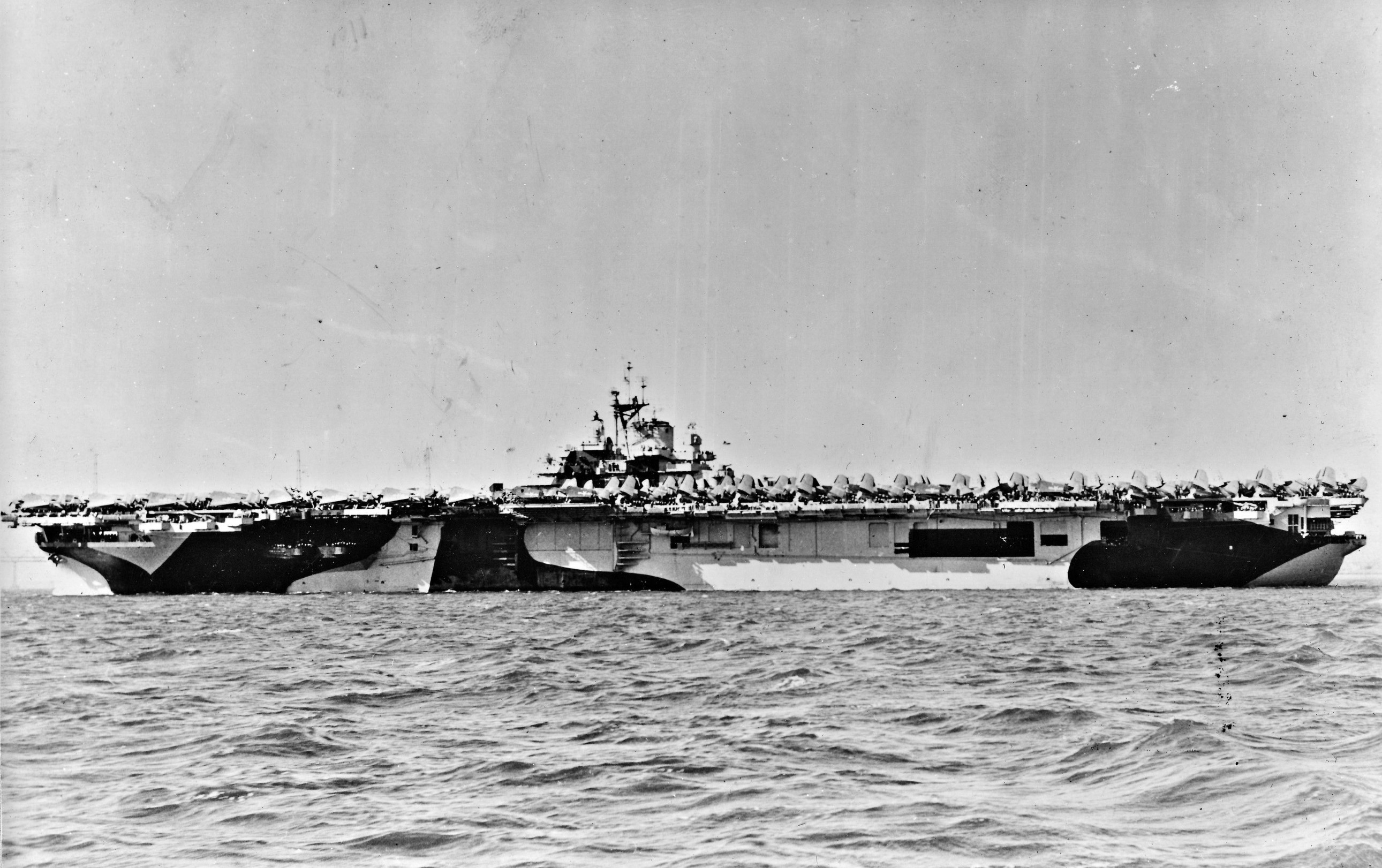
1944年5月，艾塞克斯號正在停泊，並即將空襲小笠原群島。一個月後菲律賓海海戰爆發。

6月18日下午，日軍偵察機發現美軍第58特遣艦隊。小澤治三郎欲善用日機較遠的續航距離，命艦隊避開美軍攻擊範圍，留待19日與關島的日機一舉進攻；而此時斯普魯恩斯仍未得悉日軍艦隊確實位置。密茲契於半夜提議艦隊向西前進，使航空母艦可趕及在19日早上進入作戰半徑，派飛機攻擊日軍艦隊，但斯普魯恩斯以掩護塞班島登陸部隊為先，命艦隊於晚上繼續向東撤，待日出後才再向西推進，以免遭遇日軍埋伏。日出前，日軍偵察機多次發現美軍艦隊，但美軍仍未掌握日軍動向。次日菲律賓海海戰爆發。
19日早上5時30分，蒙特利號一架F6F發現兩架日機，並擊落一架，海戰正式展開。6時30分，貝勞森林號在關島發現日機，稍後美軍派飛機空襲當地。7時30分，日軍偵察機發現部分第四分隊艦隻，但後續偵察機被艾塞克斯號及蘭利號等擊落。小澤稍後在8時30分、56分、10時及11時派出四波攻擊，每波攻擊的出擊架次分別為69架、128架、47架及82架（大鳳號及翔鶴號均於早上出擊後被潛艇攻擊，下午沉沒）。
第一波攻擊由西面直指美軍艦隊，於10時被威利斯·李中將的戰艦雷達發現；23分艦隊開始派戰機攔截。此時日機離艦隊只有72英里（116），但卻因浪費過多時間重整陣形，令美軍戰機得以及時爬升攔截。艾塞克斯號的第15戰鬥機隊（VF-15）迅即擊落17架；企業號、列星頓號、碉堡山號、科本斯號及普林斯頓號等戰機亦出動攔截，驅逐大半來犯日機；最終日軍只有一架轟炸機成功突圍，在49分投彈命中南達科他號；這也是整場海戰中日軍僅有的一次直接命中；而日機第一波攻擊只有27架成功返航。
日軍第二波攻擊在11時7分為美軍雷達所發現；半小時後麥坎貝爾率領的12架F6F率先攻擊日機，其他航艦的F6F則在稍後加入；最後美軍擊落最少70架飛機，其中麥坎貝爾自己亦擊落了五架；日機則只有31架飛機成功返航，攻擊無一命中。
第三波攻擊由北面進攻，在下午近1時為美軍發現。此次美軍戰機未能有效攔截，只擊落七架飛機；幾架日軍轟炸機更突破防守，向艾塞克斯號投彈，但無一命中。此時列星頓號的一架SBD轟炸機在關島脫隊飛行，發現機場已泊有近30架日機，但轟炸機的穿甲彈無法有效攻擊機場。第二分隊指揮蒙哥馬利隨即命碉堡山號的飛機前往協助；艾塞克斯號的部分機隊亦在稍後加入攻擊。
第四波攻擊於下午2時由南面進攻，33架往北攻擊美艦，另外49架則留在關島西南海面索敵；此時美軍戰機正降落補油，攔截再次失效，部分日軍轟炸機得以切入美軍艦隊；稍後日機先後投彈轟炸胡蜂號及碉堡山號，但無一命中。23分麥坎貝爾與另外六架F6F再由艾塞克斯號起飛，與科本斯號及大黃蜂號的飛機攻擊關島；此時艾塞克斯號的雷達發現餘下的日機，正前往關島降落，美機隨即追擊，並擊落30架飛機；麥坎貝爾個人則再擊落兩架；成功降落的19架日機亦受重傷，最終只有九架飛機可繼續使用。
整日戰鬥，日軍損失接近315架飛機，其一面倒之戰況，使美軍戲稱當日戰鬥為「馬里亞納射火雞大賽」；當日艾塞克斯號的戰機共擊落了63架飛機，而所屬的第四分隊共擊落82架。
6月20日艾塞克斯號被派往攻擊關島一帶的日軍據點，而另外三支分隊則往西追擊日軍艦隊，擊沉了飛鷹號，並擊傷多艘艦隻。海戰結束後，日軍第一機動艦隊只剩下35架飛機可用。艾塞克斯號與第二及第三分隊於23日往埃尼威托克休整，於24日抵達。稍後艾塞克斯號的第四分隊再往空襲馬里亞納群島至7月4日，於6日再返抵埃尼威托克休整。9日美軍佔領塞班島。
7月14日艾塞克斯號離開埃尼威托克，與普林斯頓號及蘭利號前往馬里亞納，轟炸關島與天寧島的日軍據點，協助美軍登陸兩地。21日及24日美軍分別登陸關島北部及天寧島，並於8月10日及2日佔據兩島。美軍重奪關島後，艾塞克斯號停止攻擊，返回埃尼威托克休整，於13日抵達。

### 菲律賓

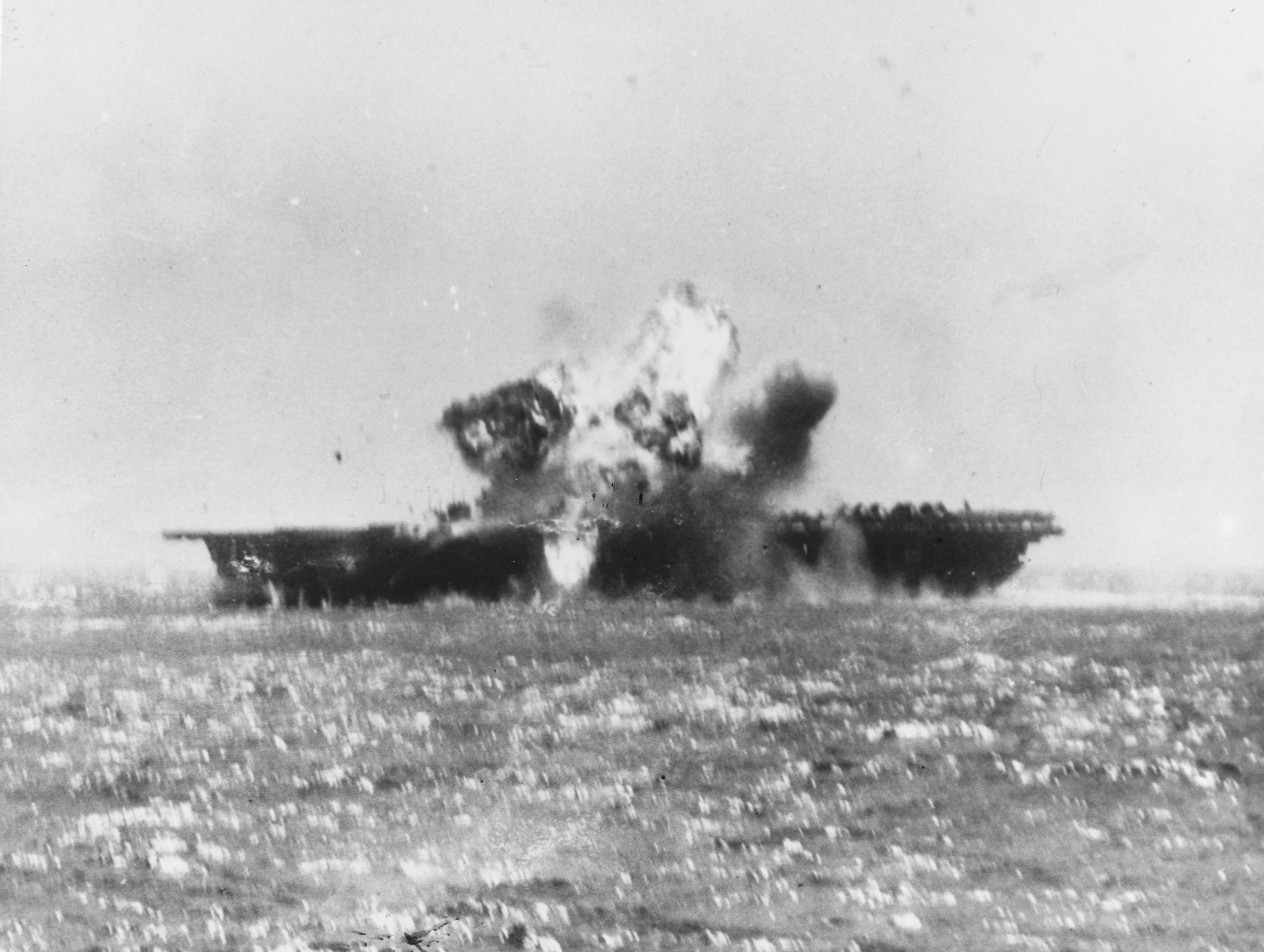
1944年11月25日，一架神風自殺飛機撞上艾塞克斯號甲板，造成艦上多人死傷。

8月24日，艾塞克斯號離港，前往空襲帛琉，預備支援美軍登陸。26日，海爾賽接替斯普魯恩斯，指揮美軍艦隊。由於海爾賽為第三艦隊司令，故快速航空母艦編隊亦更名為第38特遣艦隊（TF 38）。此時艾塞克斯號被編入薛曼（Frederick C. Sherman）少將的第三分隊（Task Group 38.3），同行航空母艦有列星頓號（照舊為第38特遣艦隊旗艦）、蘭利號及普林斯頓號。
艾塞克斯號於9月6日至8日轟炸了帛琉；再於9日至14日往返攻擊宿霧外海、中菲律賓與棉蘭老島等地。15日美國海軍陸戰隊登陸帛琉，艾塞克斯號於當日在外海補油，並巡弋至18日。21日至24日，艾塞克斯號改為空襲呂宋，摧毀多架戰機，並攻擊了日軍補給艦；而美軍則於23日佔領無人防守的烏利西環礁（Ulithi Atoll）。25日艾塞克斯號前往帛琉港補給，於27日抵達；其時美軍尚未佔領帛琉，艦隊僅在日間補給，於晚間出海，以免被日軍夜襲。

### 臺灣空戰
10月1日，艾塞克斯號前往烏利西休整；但在兩日後，當地受颱風吹襲，艾塞克斯號只好出海避風，在4日再入港下錨。7日艾塞克斯號離港，於外海與另外三支分隊會合，前往空襲沖繩島。10日艦隊大舉攻擊沖繩，出擊架次高達1,396架，重創沖繩港口。此時豊田副武估計美軍將空襲臺灣，命在台的福留繁預備迎戰；此時日軍駐臺戰機約有230架。
一如日軍所料，12日美軍艦隊往南空襲臺灣。海爾賽派第一分隊空襲台灣南部；第二分隊空襲台灣北部；艾塞克斯號的第三分隊空襲臺灣中部；第四分隊則集中攻擊高雄。清晨各艦派戰機作第一波攻擊；福留繁則派戰機攔截，同時派轟炸機攻擊美軍航母，臺灣空戰爆發。美軍在空戰明顯佔優，第一波攻擊後，日軍只剩下60架戰機可用；第二波攻擊後更全被摧毀，沒有戰機可迎戰第三波攻擊；福留繁的指揮部亦在空襲後夷為平地。傍晚日軍魚雷機發現美軍艦隊，陸續展開攻擊，但無一成功，更損失42架。美軍當日出擊數達1,378架次，只損失48架飛機。
13日艦隊再次空襲台灣，出擊數下降至974架。傍晚美艦隊被日軍攻擊；富蘭克林號輕微受損，無人傷亡；而坎培拉號則被魚雷重創，要由拖船協助離開戰場。14日艦隊派146架戰機及100架轟炸機再次攻擊臺灣，順道掩護坎培拉號撤退；陸軍航空軍則在中國大陸派109架B-29轟炸高雄。當晚日軍魚雷機再次夜襲，侯斯頓號被魚雷重創，一度下令棄船；由於兩艘受創巡洋艦離台灣及先島群島僅90英里（140），海爾賽於15日命三艘巡洋艦及八艘驅逐艦組成拯救小隊，協助兩艦拖行；又派科本斯號及卡伯特號作空中支援。艦隊則緩緩向西南撤走。
15日第四分隊往空襲呂宋；日軍則於當日及16日再次空襲拯救小隊；侯斯頓號於16日再被一枚魚雷擊中，入水超過6,300噸，艦長一度決定棄船，但同行驅逐艦決定繼續拖行。此時東京電台稱美軍第三艦隊已受重創。海爾賽得悉後，認為日軍誤判拯救小隊為第三艦隊，索性順水推舟，以拯救小隊作餌，引誘日軍攻擊；而艾塞克斯號的第三分隊則掩護小隊以北，伏擊由日本以來的飛機。16日早上，日軍命那智號及足柄號等由瀨戶內海出發，往南追擊，卻在沖繩外海被碉堡山號兩架飛機攻擊。此時福留繁得悉美軍航空母艦未有受損，命巡洋艦隊即時撤退。美軍埋伏雖然失敗，兩艘重創軍艦仍得而撤走，在27日終於抵達烏利西。
17日艾塞克斯號往南行駛，以支援美軍重奪菲律賓；而小澤治三郎則命艦隊阻止美軍登陸，並以自身航空母艦為餌，引開美軍艦隊，由栗田健男的第二艦隊到雷伊泰攻擊美軍登陸部隊；稍後因此引發雷伊泰灣海戰。美軍在20日開始登陸獨魯萬市，而麥克阿瑟則在當日下午登上灘頭，宣告自己重返菲律賓。

### 雷伊泰灣海戰

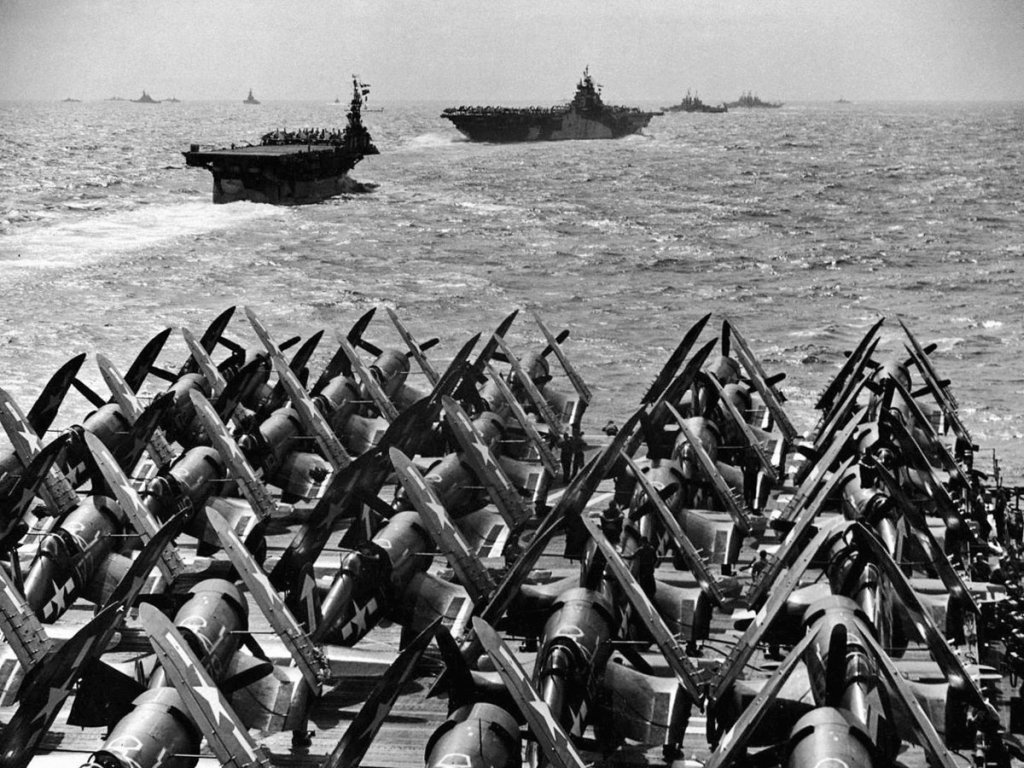
1945年2月10日，第五艦隊魚貫離開烏利西，前往空襲日本。這是美國海軍繼空襲東京後首次進攻日本本土。相片由第三分隊的碉堡山號拍攝，前方為分隊的輕型航母科本斯號，及旗艦艾塞克斯號。六日後第三分隊的飛機將率先進攻東京灣；而三個月後，碉堡山號將因自殺飛機襲擊而重創。

10月21日，艾塞克斯號派戰機空襲民都洛的日軍機場。23日，美軍潛艇發現日軍艦隊，並擊沉愛宕號及摩耶號，重創高雄號。此時海戰近在眉睫，但美軍未有投入全部航空母艦；第一分隊在22日前往烏利西補給，要到24日才調返菲律賓。艾塞克斯號的第三分隊在波利略島（Polillo Islands）以東巡航；第二分隊在聖貝納迪諾海峽（San Benardino Strait）以東；第四分隊則在雷伊泰灣東面海域。
24日早上，美軍三支航空母艦分隊繼續索敵。8時12分，無畏號一架偵察機發現栗田健男的中央艦隊，包括大和號及武藏號等艦，正進入錫布延海；僅15分鐘後，海爾賽越過密茲契的航艦指揮權，命各分隊即時派飛機攻擊日艦（第二分隊最接近日本艦隊，第三及第四分隊分別在其北面及南面），同時將第一分隊調返菲律賓。
此時大西瀧治郎派出近60架飛機，由菲律賓飛往空襲第三分隊，為艾塞克斯號雷達發現；日機先遭遇麥坎貝爾等七架F6F由艾塞克斯號緊急起飛攔截，而普林斯頓號的F6F緊隨其後，日軍機團最終潰散。麥坎貝爾在這場空戰擊落九架日機，為美國海軍機師在太平洋戰爭之最；僚機羅西（Ensign Roy Rushing）少尉擊落六架；其餘五架F6F各擊落至少兩架；然而，一架日軍彗星式轟炸機成功避過攻擊，並在厚雲下埋伏待機；9時38分，該機從雲團飛出，突襲第三分隊，並投彈攻擊普林斯頓號，使之爆炸焚燒；大火迅即波及艦上汽油，並引爆艙內六架TBF的魚雷。襲擊半小時後（10時10分），普林斯頓號的艦長下令棄船，僅留下滅火隊在艦上。此時小澤治三郎從航空母艦派飛機作第二波攻擊，於正午12時12分抵達；艾塞克斯號、列星頓號及蘭利號先後派F6F攔截；雖然有六至八架彗星成功突破投彈，不過無一命中。普林斯頓號最終因受損嚴重，由美軍以魚雷自沉，於傍晚5時50分沉沒（諷刺的是，美軍首六發魚雷毫無作用，更有兩枚調頭，幾乎擊中發射魚雷的驅逐艦）。
日軍派出第二波攻擊之際，艾塞克斯號及列星頓號於10時50分派少量轟炸機到錫布延海，攻擊日軍艦隊。無畏號及卡伯特號的第二分隊，分別於10時26分、12時45分及下午3時50分發動三波攻擊；艾塞克斯號及列星頓號的機隊於下午1時30分轟炸日艦；第四分隊則於2時15分作最後攻擊。當日美軍共出動259架次飛機攻擊中央艦隊，並擊沉武藏號，擊傷大和號、長門號及妙高號。
栗田的中央艦隊在下午撤退，先避開美軍攻擊，稍後再嘗試進入雷伊泰灣。這使西村祥治的南方艦隊獨自進入雷伊泰灣，並在25日於蘇里高海峽遭美軍戰艦伏擊慘敗；而艾塞克斯號的第三分隊忙於救援普林斯頓號及攻擊中央艦隊，故此未有發現小澤的北方艦隊。最終小澤由第四分隊的偵察機，於24日下午3時40分及4時40分發現。整日艾塞克斯號的機隊共擊落67架飛機。
24日晚上10時，海爾賽召集北面三支航空母艦分隊，以及李駐守於聖貝納迪諾海峽的戰艦北上，追擊北方艦隊的日軍航空母艦。各分隊於11時45分會合，海爾賽則將航空母艦隊交由密茲契指揮；而前往烏利西的第一分隊則在加速趕回菲律賓。至此小澤的誘敵計畫成功，粟田的中央艦隊在毫無抵抗下駛入雷伊泰灣。
25日凌晨，美軍偵察機發現小澤艦隊大約位置；清晨密茲契命列星頓號先派偵察機前往索敵，並在發現日艦前命航空母艦派飛機升空，以爭取時間。7時10分偵察機發現日艦，第三分隊己升空的轟炸機率先攻擊，麥坎貝爾則負責在空中指揮攻擊。小澤雖早在7時便發現美機，但因艦載機折損過多，最終只能派出15架戰機防守。為使誘敵成功，小澤命瑞鳳號離隊吸引美軍攻擊。8時美軍第一波空襲抵達；艾塞克斯號及列星頓號的魚雷轟炸機開始攻擊瑞鳳號，但無一命中；無畏號的轟炸機則先後命中瑞鳳號及千歲號，擊沉後者；聖哈辛托號（或無畏號）的魚雷轟炸機亦命中旗艦瑞鶴號，迫使小澤將指揮轉移至大淀號；秋月號亦在稍後被擊沉。
8時22分，金凱德中將的第七艦隊被粟田的中央艦隊攻擊，以明碼向海爾賽求救；但海爾賽未有調動北上的艦隊，只命第一分隊加緊前往菲律賓；10時尼米茲在珍珠港發電報給海爾賽，詢問第三艦隊何在，卻因解密問題而激怒海爾賽；要到11時15分海爾賽才命第二分隊及李的戰艦南下。此時兩分隊最快要到26日半夜才可抵達聖貝納迪諾海峽，且分隊必須在中途補油方可繼續前進，不可能追上粟田艦隊；艦隊其他航空母艦則繼續攻擊小澤。美軍第二波空襲在9時45分開始，重創千代田號，並擊傷其他艦隻；下午1時10分美軍第三波空襲抵達，艾塞克斯號集中攻擊瑞鳳號，而列星頓號則集中攻擊瑞鶴號；前者中彈後加速逃離，而後者則逐漸失速傾側；第四分隊近兩波各40架轟炸機緊隨其後，並先後追擊瑞鳳號，終於將之重創；而瑞鶴號則在2時14分沉沒。45分美軍第四波攻擊抵達；由於伊勢號的防空火力密集，且中瀬泝大佐指揮得宜，迴避了美軍所有攻擊，美軍僅擊沉了重創的瑞鳳號。下午5時10分，美軍最後一波攻擊抵達，再次攻擊伊勢號；中瀬泝再次迴避，使美軍34次投彈，均無一命中；富蘭克林號發現日向號後亦發動攻擊，同樣無一命中。此時航空母艦預備撤退，由巡洋艦追擊日軍艦隊；下午千代田號及初月號，分別於4時25分及11時被美軍炮火擊沉。海戰於當日結束。整日美軍航空母艦出擊數達527架次（201架為戰機），但多波空襲僅擊沉了三艘航空母艦及一艘驅逐艦。
26日艦隊望南前往菲律賓。27日艾塞克斯號空襲馬尼拉灣的日軍補給艦隊，並擊沉了藤波號。次日艾塞克斯號為首的第三分隊與第一分隊前往烏利西休整，分別在30日及29日抵達；提康德羅加號於30日加入第三分隊；而麥凱恩中將則於同日接替密茲契，指揮快速航空母艦。

### 雷伊泰島與呂宋

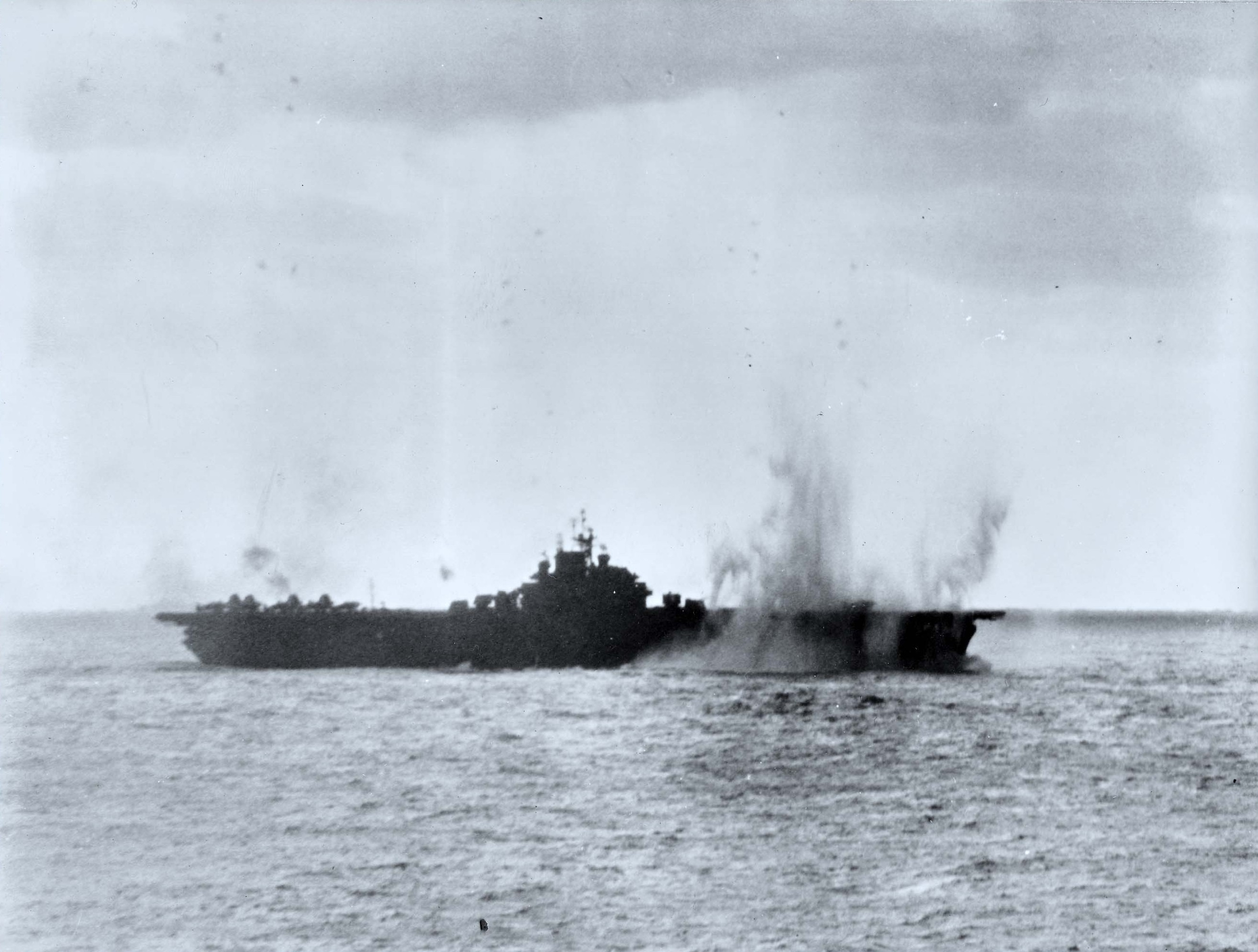
艾塞克斯號攻擊沖繩期間，日軍一顆空投炸彈在艦側外落水爆炸，艦體幸免於難。攝於1945年3月19日。

11月2日，第三分隊與第一分隊離開烏利西，前往雷伊泰，以進一步削弱日軍空中力量，並接替受神風特攻隊重創的第四分隊。次日第三分隊被日軍潛艇攻擊，雷諾號重創，被迫折返烏利西；而艾塞克斯號等未有損傷，繼續前往菲律賓，在5日在波利略外海與第二分隊會合。
三支分隊會合後，分別攻擊仁牙因灣、北錫布延海及馬尼拉灣三地的日軍機場及補給艦隻，並擊沉了那智號，摧毀地面多架飛機。下午艦隊旗艦列星頓號被自殺飛機擊中，多人死傷，麥凱恩被迫將旗艦由列星頓號轉至胡蜂號；而列星頓號在搶修後繼續作戰。6日艦隊再次空襲三地，麥坎貝爾於當日再擊落兩架飛機，總擊落數增至32架。傍晚艦隊到外海補油，第二分隊與受創的列星頓號返回烏利西休整修理，並由第四分隊接替；而麥凱恩則乘胡蜂號到關島搭載新聯隊，由薛曼在艾塞克斯號上暫時指揮艦隊，直至13日。8日艦隊迴避颱風，於9日暫時到關島海域。
此時日軍步兵多次乘運輸艦增援歐墨克市（Ormac），艦隊於10日取消補油，趕回菲律賓轟炸運輸艦，並先後擊沉了濱波號、長波號、島風號、若月號及所有運輸艦。13及14日，艾塞克斯號等集中攻擊日軍艦隻，以阻止日軍增援，又擊沉了木曽號、曙號、秋霜號、沖波號、初春號及十多艘運輸艦，並擊傷潮號，摧毀地面多架飛機。15日艾塞克斯號與第三分隊返回烏利西休整，於17日抵達，其位置由第二分隊接替；艦上著名的第15聯隊亦離艦返國，由第四航空聯隊接替；同日麥凱恩改以第二分隊的漢考克號為艦隊旗艦。
22日艾塞克斯號離港，再往空襲菲律賓，並接替第一分隊。25日各航空母艦轟炸呂宋等地的日軍艦隻，提康德羅加號擊沉了熊野號；艾塞克斯號與蘭利號亦擊沉多艘運輸艦。日軍再次以自殺飛機還擊，其中一擊撞入艾塞克斯號甲板，引起大火，並殺死15人，傷44人。損管人員成功撲滅大火，30分鐘後艾塞克斯號已可再起降飛機。同日無畏號亦被自殺飛機擊中，要返回美國修理；漢考克號與卡伯特號則輕微受損。此時麥克阿瑟推遲登陸民都洛到12月15日，第三分隊在12月3日返抵烏利西修理休整。
12月11日，艾塞克斯號等離開烏利西，前往呂宋。此時艦隊再次重編，艾塞克斯號繼續任第三分隊旗艦，與提康德羅加號、蘭利號及聖哈辛托號同行，指揮官仍為薛曼。12日至16日，艦隊集中派戰機封鎖日軍機場，保護美軍登陸艦免受攻擊。日軍升空的飛機多被攔截及擊落。

### 海爾賽颱風
17日艦隊在外海補油，但海面颳起強風，海面波濤洶湧，令艦隊作業困難，無法補油。惡劣天氣由艦隊以東的熱帶擾動引起；該熱帶擾動在烏利西以北形成，向西北偏西移動，並快速增強，亦即後來的颱風眼鏡蛇。由於海浪走向與冬季的東北風一致，海爾賽並未察覺颱風迫近。
18日海面風浪加劇，但艦隊的天氣預報仍然錯誤，且氣壓於日出前一直穩定，海面繼續吹北風，故海爾賽命艦隊再次補油。此時風浪開始使艦隻脫隊；各艦匯報的天氣資料迥異，又造成更多混亂。上午10時，氣壓開始急降，風向同時呈逆時針，海面翻起巨浪；胡蜂號的雷達甚至拍到風眼，颱風顯然就在附近。海爾賽即時命艦隊往西南迴避；然而脫隊及較慢軍艦已無法脫離，甚至有驅逐艦通過風眼。最終美軍三艘驅逐艦沉沒；蒙特利號及科本斯號機庫起火，前者更要撤返珍珠港維修；相對之下，艾塞克斯號等大型艦隻損傷輕微，僅入水過多。
傍晚4時，艦隊終於駛出風暴。6時天氣轉為明朗，艦隊開始搜救落海官兵。其時海爾賽尚未得悉有驅逐艦沉沒，直到次日凌晨方得知三艘驅逐艦失去聯絡。搜救後艦隊撤返烏利西，於24日抵達。28日尼米茲批准艦隊在美軍登陸仁牙因灣後，進入南海；而艾塞克斯號亦在此時將兩個F6F戰機小隊換成F4U。
12月30日，艦隊離開烏利西，並先後於1945年1月3日及4日空襲台灣及呂宋的日軍機場，卻因天氣惡劣，效果不彰。7日艦隊集中攻擊呂宋，再受惡劣天氣阻礙。9日美軍開始登陸仁牙因灣，幾乎沒有遭遇抵抗；而艦隊則往北空襲台灣及琉球群島，但惡劣天氣仍舊困擾艦隊，無法有效攻擊。

### 南中國海

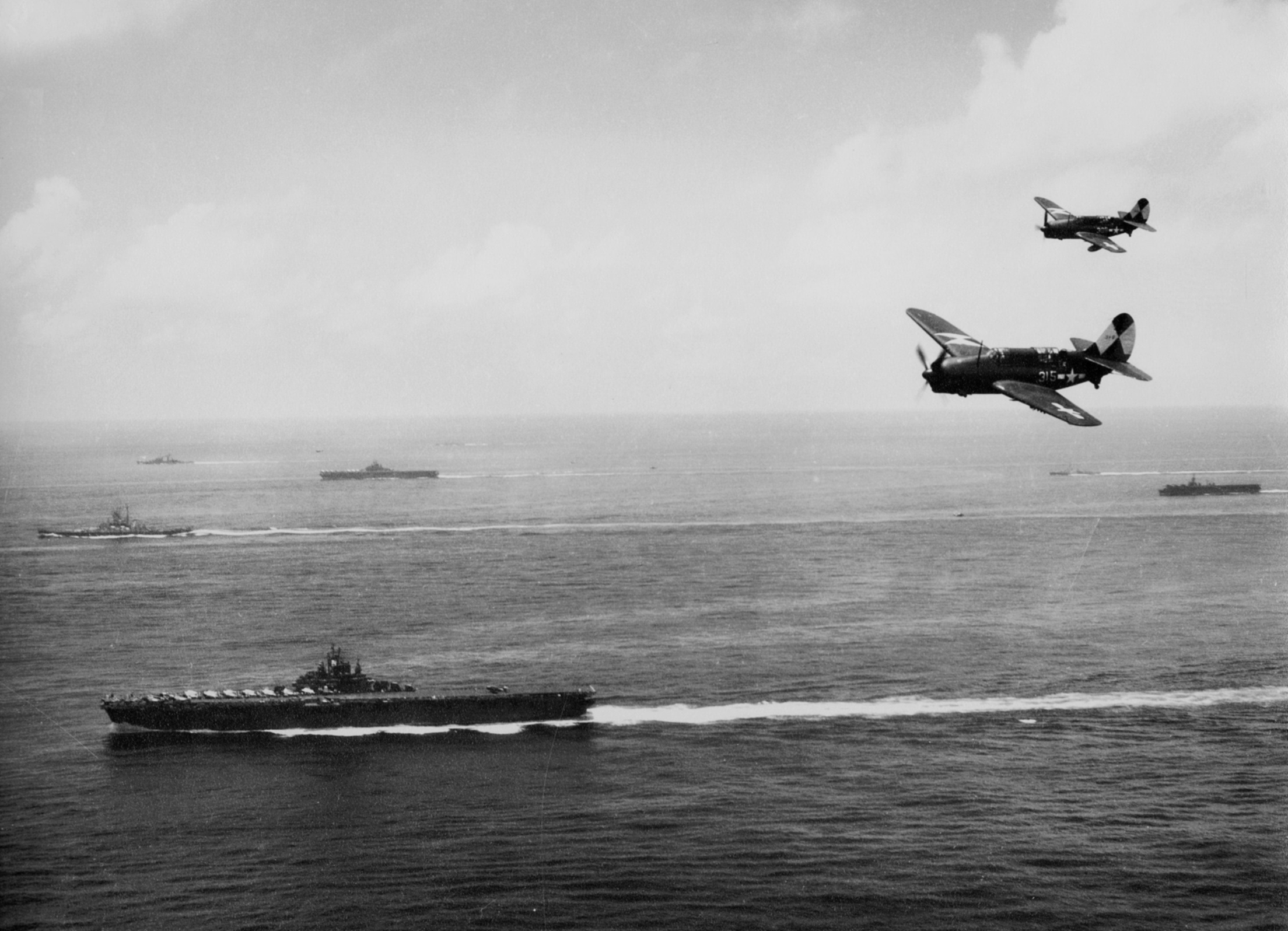
1945年5月，沖繩戰役期間，兩架SB2C俯衝轟炸機飛越第三分隊。下方為艾塞克斯號；中央為華盛頓號戰艦；背景為一艘長艦體艾塞克斯級及獨立級航空母艦。沖繩戰役時美軍經常受神風自殺飛機襲擊，航空母艦往往因受損而要撤返修理，分隊的編組亦無常制，整體以兩至三艘艾塞克斯級配上一艘獨立級。

1月10日，艾塞克斯號等快速航空母艦穿過巴斯海峽，前往空襲法屬印度支那的日軍補給。海爾賽認為伊勢號、日向號及部分日軍戰艦，在雷伊泰灣海戰後撤到越南，故先攻擊金蘭灣。
12日艦隊抵達越南外海。凌晨3時30分，第五分隊的夜戰航空母艦先派飛機偵察。早上6時40分，戰艦及巡洋艦等往炮轟金蘭灣的戰艦。到7時30分，第一、二及三分隊的航空母艦開始派飛機空襲。整日艦隊出擊數達1,465架次，部分飛機更沿海岸搜索目標轟炸，攻擊範圍遍佈越南南部。艾塞克斯號為首的第三分隊，分別空襲了歸仁及西貢，並擊沉了香椎號、兩艘護航驅逐艦、九艘滿載的運輸艦及一艘油船；被日軍俘虜的法國巡洋艦拉莫特-皮凱號（La Motte-Piquet）亦在金蘭灣被擊沉。最終美軍共擊沉45艘日軍軍艦及商船，並摧毀多艘油船。由於港內沒有日軍戰艦，美軍的炮艦在早上8時已經撤返。晚間艦隊撤往東面補油，並迴避颱風。海面大浪使艦隊到14日才完成補油。
15日上午艦隊空襲了高雄及左營港，並擊沉了旗風號及松號。低能見度使空襲成效欠佳。下午艦隊再次西進，並於16日空襲了香港、廣州及海南。惡劣天氣及密集防空火炮雖令空襲多有阻滯，但美軍仍擊沉多艘運輸艦。17日東北季候風加強，迫使艦隊撤回呂宋西面海域補油，然後再次空襲台灣。
21日早上，艦隊開始派飛機攻擊台灣各地機場及海港。中午日軍的自殺飛機發現第三分隊，隨即展開攻擊；蘭利號先於12時6分被兩枚小炸彈擊中，受損輕微；8分提康德羅加號被自殺飛機擊中，引發大火，艦長亦身受重傷，迫使薛曼改變分隊航向，以配合滅火；此時第二分隊亦遇襲，未有受損；50分第三分隊再遭遇自殺飛機，提康德羅加號被第二架自殺飛機擊中，但火勢在下午受控；而馬多克斯號（USS Maddox, DD-731）亦因自殺飛機攻擊受損；漢考克號於同日因飛機降落意外而爆炸起火，但損毀不大。傍晚提康德羅加號撤返烏利西，而艾塞克斯號等則往北航行，預備空襲沖繩島及硫磺島。
22日，艦隊空襲了沖繩，並作詳細攝影偵察，搜集情報，以作日後登陸之用。晚上艦隊撤走，於26日返抵烏利西休整修理。同日斯普魯恩斯接替海爾賽指揮美軍艦隊，編制上改為第五艦隊，而快速航空母艦編隊亦再次易名，為第58特遣艦隊（TF 58），由密茲契指揮。

### 沖繩島、硫磺島與日本

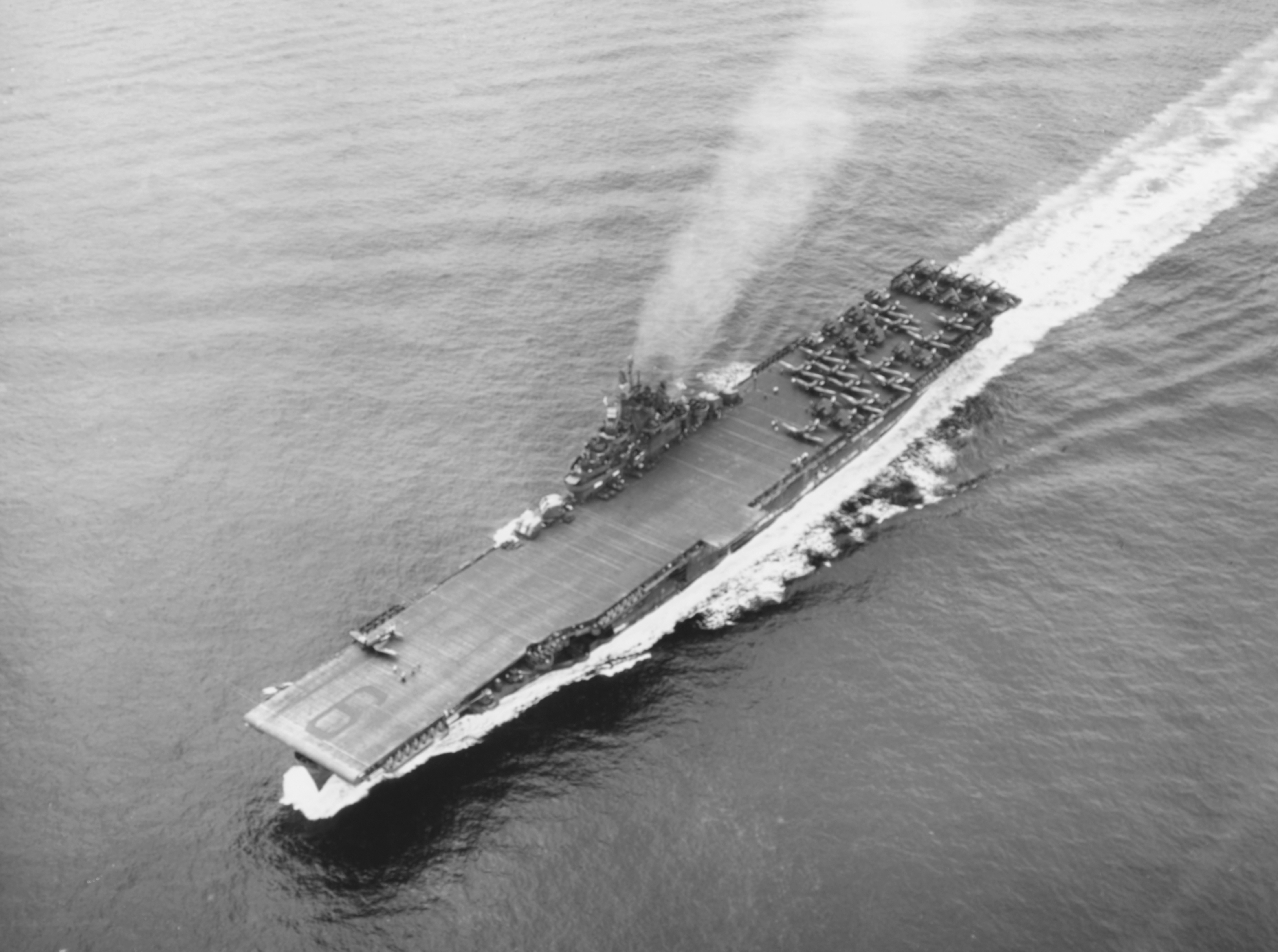
1945年5月20日，沖繩戰役期間，艾塞克斯號正在海上航行。飛行甲板上停泊了F6F及F4U－－此行亦是F4U首次在美國航空母艦上應用。長期作戰使艦上官兵疲憊不堪，不久後艾塞克斯號為首的第三分隊，將撤返雷伊泰休整。

2月10日，第五艦隊魚貫離開烏利西，前往空襲日本本土。此時快速航空母艦編隊再有調動：艾塞克斯號續任第三分隊旗艦，同行的航空母艦有碉堡山號（第58特遣艦隊旗艦，15日與艦隊會合）及科本斯號；薛曼繼續指揮分隊；而斯普魯恩斯則以第三分隊的印第安納波利斯號為旗艦。艦隊先往東北，於12日在天寧島與陸戰隊作演習，然後加速往北前進，準備空襲東京。
2月16日，艦隊先派五波戰機，掃蕩東京灣一帶的機場。第三分隊的戰機率先抵達東京上空，又攻擊了港口設施；而第二分隊雖遭遇近百架日機攔截，但擊落近40架。中午密茲契派轟炸機空襲東京大田區等地的工廠；傍晚則派夜間戰鬥機攻擊機場。17日艦隊前往硫磺島，預備支援即將登陸的美軍。第四分隊於當日攻擊了父島及母島；第二及第三分隊則到硫磺島以西，將直接支援搶灘的陸戰隊；其他分隊則往南補油。18日艾塞克斯號等艦再次空襲父島，然後待命；美軍戰艦則連日炮擊岸上設施。
2月19日，美國陸戰隊開始登陸硫磺島，硫磺島戰役爆發。艾塞克斯號等主要為艦隊及登陸部隊防空，偶爾亦轟炸艦炮不可及之日軍據點。由於艦載機的凝固汽油彈大多未有爆炸，故效果不佳。日機整日斷續侵擾艦隊，但多次攻擊均告失敗。21日兩分隊空襲父島及母島；而第五分隊則加入日間戰鬥，支援灘頭部隊。薩拉托加號甫進入執勤海域，即遇襲受創，被迫撤返美國維修，自此未再參與戰鬥；俾斯麥海號更被自殺飛機擊沉，企業號因此要獨自擔任夜戰航空母艦，並連續174小時派出及回收飛機，直至3月2日。23日艦隊到外海補給，然後改道北上，再次空襲日本本土。
25日早上，艦隊派機隊空襲東京，卻因天氣惡劣，幾乎無功而返。下午密茲契中止所有飛行作業，欲改於次日空襲名古屋，然而海面天氣進一步惡化，翻起大浪，使艦隊無法及時進入攻擊範圍。26日早上，密茲契取消攻擊，命艦隊於次日補油，然後攻擊沖繩島；第四分隊則在補油後到烏利西休整。3月1日，艾塞克斯號等空襲沖繩島，並作詳細攝影偵察。當晚艦隊撤回烏利西休整，於4日抵達。12日第四聯隊離開艾塞克斯號，調返美國，由第83聯隊接替。
3月14日，艦隊離開烏利西，前往支援沖繩戰役，並先空襲九州，削弱該處的日軍空中力量。此時艦隊編制再稍有調動；卡伯特號加入第三分隊。
3月18日上午，艦隊開始派出機隊，空襲九州各地機場，但宇垣纏在美軍攻擊前，已派出僅餘的飛機升空，正前往攻擊第四分隊，故美軍收獲不大。企業號先於早上被日軍炸彈擊中，但未有引爆；無畏號成功攔截自殺攻擊，艦體輕微受損；下午約克鎮號被炸彈擊中，艦體爆炸，在搶修後繼續作戰。
同日，美軍偵察了神戶及吳市，發現日軍於港內的大批軍艦，故密茲契於19日命艦隊空襲瀨戶內海，最終擊傷大和號、日向號、榛名號、生駒號、葛城號、龍鳳號、天城號、鳳翔號、海鷹號、利根號及大淀號；但美軍亦遭日機反擊，胡蜂號被炸彈擊中爆炸，造成多人死傷，在搶修後繼續作戰；而富蘭克林號則身中兩枚炸彈，起火爆炸，一度失速，更幾近沉沒。戴維森在離艦後，將旗艦轉到第三分隊的漢考克號（後者臨時加入第二分隊），並建議艦長棄船，但為艦長拒絕。最終富蘭克林號在多艘艦隻協助下，緩緩撤走。企業號及部分第四分隊軍艦調往第二分隊，以掩護其撤退。艾塞克斯號與碉堡山號於當日也多次遇襲，但未有受損。
3月20日艦隊往南撤退，但繼續派飛機轟炸九州南部機場；下午第二分隊再遭遇自殺飛機攻擊，一艘驅逐艦受損，而企業號的甲板則被友軍防空炮擊中。21日第一分隊遭到MXY-7櫻花特別攻擊機襲擊，將之悉數擊落。傍晚胡蜂號轉到第二分隊，而聖哈辛托號則加入第一分隊。各艦於22日到外海補油，而企業號、胡蜂號及富蘭克林號等艦則分別撤返烏利西及美國修理；第二分隊要到4月才重返戰場。23日起，艦隊開始日復日空襲沖繩島，偶而亦空襲硫磺島，各分隊則輪流在海上補油。4月1日，美軍開始登陸沖繩島，艦隊繼續提供空中支援。5日企業號返回，並加入第四分隊；6日日軍派出355架自殺飛機及341架轟炸機，攻擊美軍登陸區的艦隻，並擊傷多艘；而美軍艦隊則勉強守住攻擊。當日艦隊估計己方擊落249架，而艾塞克斯號則估計擊落約70架戰機，佔第三分隊大半。晚上美軍潛艇發現大和號及其他軍艦離開豐後水道，密茲契召集所有航空母艦北進迎擊。

#### 坊之岬海戰
4月7日上午8時23分，艾塞克斯號的偵察機發現大和號。斯普魯恩斯曾打算命戰艦迎擊，但為免登陸部隊遇襲，將任務交給航空母艦。9時15分密茲契先派16架戰機再作偵察，並命第一及第三分隊預備攻擊。此時第四分隊仍忙於掩護沖繩，要到45分才進入作戰距離。10時起各艦開始派飛機前往攻擊，並持續至下午2時。大和號接連中彈，快速向左舷傾側，最終在23分爆炸沈沒；日軍亦損失了矢矧號、濱風號、磯風號、朝霜號及霞號，另外冬月號、涼月號、雪風號及初霜號亦受損。美軍整日亦受自殺飛機侵擾；漢考克號於中午被一枚炸彈及飛機擊中，引發大火，到下午才恢復飛行作業。

### 沖繩島、神風自殺飛機與日本投降

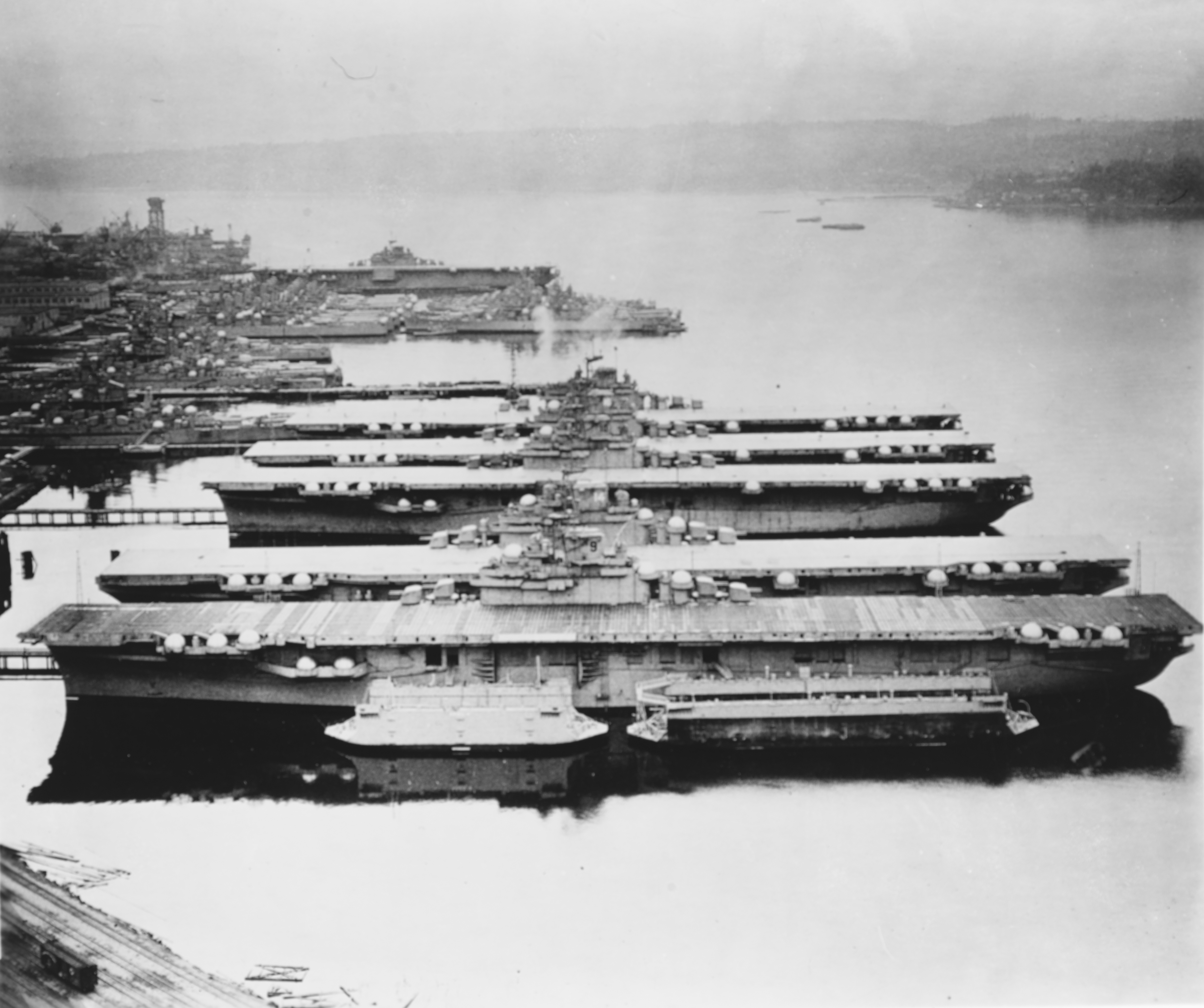
二次大戰後，不少艾塞克斯級成為多餘軍艦，成為所謂的封存艦隊（Mothball Fleet）。由前景數起為艾塞克斯號、提康德羅加號、約克鎮號、列星頓號、碉堡山號及好人理查號。攝於1948年4月23日布雷默頓普吉灣。

4月8日艦隊返回南方，支援沖繩作戰。同日蘭道夫號與艦隊會合，戴維森重建第二分隊，並以企業號為旗艦，同行艦尚有獨立號；9日漢考克號及卡伯特號則撤返烏利西修理。由於日軍俘虜稱將在11日發動大規模自殺飛機攻擊，密茲契加緊戰機警備。11日日軍一如所料，在下午1時30分起大舉進攻；密蘇里號先於2時43分被一架自殺飛機擊中，受損不大；企業號於2時10分亦被自殺飛機擊中，爆炸起火，使甲板飛行作業停止48小時，再次撤返烏利西修理；艾塞克斯號在下午3時7分幾乎被擊中，炸彈在艦外落水爆炸，艦體輕微受損。整日日軍共派出近185架自殺飛機。12日日軍集中空襲沖繩島的登陸艦隊，擊傷多艘美軍艦隻；同日羅斯福去世。
美軍艦隊繼續支援沖繩美軍，並連日與日軍飛機空戰。15及16日，艦隊空襲了九州的機場，而日軍再派自殺飛機反擊；16日下午無畏號被自殺飛機擊中，艦體大火，於次日撤返烏利西修理；第二分隊於同日再次解散，蘭道夫號及獨立號則加入第三分隊。此後艦隊幾乎每日在沖繩外海與日軍自殺飛機交戰。24日香格里拉號加入第四分隊；而第一分隊於27日撤返烏利西休整。
5月6日，企業號再次與艦隊會合，而美軍與自殺飛機之對抗持續。11日上午，碉堡山號先後被兩架自殺飛機擊中，爆炸大火，多人死傷；密茲契將旗艦轉至企業號，而碉堡山號則返回美國修理。12日至13日，艾塞克斯號等空襲了九州及四國。14日企業號再被自殺飛機攻擊重創，於16日撤返美國修理，而密茲契則再次轉移旗艦，改設在第三分隊的蘭道夫號（最後於18日設於香格里拉號）。
此時美軍航空母艦已連續多日在外執勤，艦隊上下亟需休整，但礙於戰況激烈，只能輪流返回後方休整。第四分隊在27日與艦隊會合；而海爾賽與麥凱恩於28日接替斯普魯恩斯及密茲契，分別指揮美軍艦隊及快速航空母艦，艦隊再次易名為第三艦隊。艾塞克斯號的第三分隊則在29日前往雷伊泰休整，於6月1日抵達。6月4日，颱風康妮（Typhoon Connie）吹襲沖繩東面海域；由於海爾賽起初採用錯誤迴避路徑，再加上麥凱恩未有及時批准第一分隊自由運動，使第一分隊所有航空母艦均有損傷，幸而人命損失不大。10日第一及第四分隊撤返雷伊泰，於13日抵達；而美軍於22日基本佔據了沖繩島。
7月1日，第三艦隊離港出發，往空襲日本本土。艾塞克斯號仍留在第三分隊，同行艦有旗艦蘭道夫號、提康德羅加號、蒙特利號及巴丹號，分隊由波根指揮。8日艦隊在沖繩外海會合，然後於10日空襲東京。攻擊後艦隊前往東北，欲於13日攻擊本州北部及北海道一帶，但因當日天氣惡劣延誤。
7月14日及15日，天氣好轉，艦隊大舉出擊，以轟炸B-29攻擊距離外的目標；相比沖繩作戰，日軍的反抗輕微，只有少量飛機有升空作戰，且均被擊落。艦隊空襲了室蘭市及函館等地，擊沉橘號，並擊傷柳號，且擊沉或擊傷數十艘運輸艦及汽車渡輪，阻止日軍運煤南下；而美軍及英軍戰艦則在同日炮擊沿岸的大型工廠。16日艦隊到外海補油，並與英國航空母艦（編入美軍第37特遣艦隊）會合。17至18日，艦隊再次空襲東京灣。首日天氣欠佳，空襲幾乎無效；次日天氣稍為好轉，艦隊隨即出擊，並集中攻擊長門號；最終長門號為約克鎮號重傷，一度認為已經擊沉。空襲後艦隊前往日本西南，於21日至22日補油。
7月24日、25日及28日，英美航空母艦艦隊前往轟炸瀨戶內海及吳市，集中攻擊日軍殘存軍艦，單在24日艦隊的出擊數便高達1,747架次，並擊沉伊勢號、日向號、榛名號、利根號、天城號、青葉號、大淀號、磐手號及出雲號；擊傷葛城號、龍鳳號、海鷹號及北上號。
7月31日艦隊出海迴避颱風，於8月初在海上補給。此時尼米茲截獲情報，指日軍正於本州以北集結自殺飛機及部隊，欲突破美軍防線，降落到馬里亞納的B-29基地，命艦隊即時前往攻擊；正當艦隊航行之際，小男孩原子彈於8月6日在廣島上空爆炸。8日艦隊本州北部的機場；同日蘇聯正式向日本宣戰。9日美軍在長崎上空投下胖子原子彈；而艦隊則在9日及10日再次空襲本州，摧毀超過251架轟炸機，擊傷另外141架，使日軍最後反擊破滅。11日艦隊到外海補油；此時日本開始考慮投降條款。12日艦隊迴避颱風，再於13日至15日空襲東京。15日中午，裕仁天皇宣佈日本投降，艦隊即時中止當日的第二波空襲，但繼續攔截接近艦隊的日機。
8月20日，艾塞克斯號調入第四分隊；並於26日獲頒總統單位嘉獎勳表（Presidential Unit Citation），褒揚艦隻及艦員於1943年至1945年間的服役表現。27日，海爾賽命部分軍艦駛入相模灣停泊，但航空母艦仍留在外海執勤，並派飛機偵察內陸，同時搜索戰俘營；稍後航空母艦在東京灣外聚集。
9月2日，日本代表在密蘇里號簽署和約，艾塞克斯號等艦派飛機飛越密蘇里號示威。5日艾塞克斯號搭載近千名乘客，前往華盛頓州布雷默頓普吉灣海軍船塢，於15日抵達，並進入港口停泊；它也是第一艘於戰後返國的美軍軍艦。
總括二戰，艾塞克斯號共參與了68次戰鬥行動；艦上機隊共擊落了1,531架戰機，並尚有800架未能確定；同時擊沉或擊傷了419艘船艦。

## 退役改建
艾塞克斯號返國後未再航行，一直停泊在布雷默頓。由於戰後美軍經費大幅削減，且和平時期亦無須多艘軍艦服役，故艾塞克斯號甫一返國，海軍便預備將之退役。1947年1月9日，艾塞克斯號退役，編入後備艦隊，並與其他多艘姊妹艦繼續在布雷默頓停泊。
此時海軍正打算改裝艾塞克斯級，改善艦體性能，並使之可起降噴射機，以延長其服役壽命。此亦即後來的SCB-27A改建。1947年海軍先改裝了奧里斯卡尼號，然後再改建艾塞克斯號及胡蜂號。艾塞克斯號於1948年9月1日開始在布雷默頓乾船塢改建，並在1951年1月16日完成，於同日重新服役。其時韓戰已開始半年有多。

## 韓戰

### 首次巡航

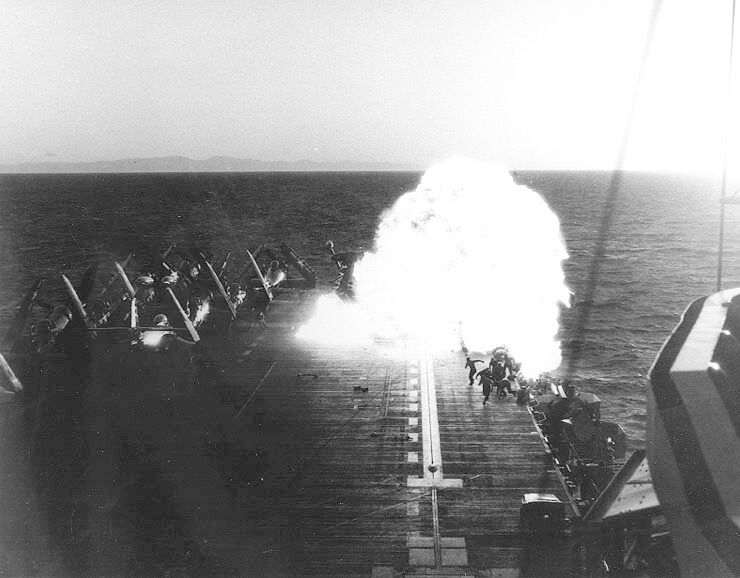
1951年9月16日，一架F2H在艾塞克斯號緊急降落時發生意外，撞向前部甲板的飛機，引發爆炸，甲板上的官兵慌忙走避。背景隱約可見朝鮮半島東海岸的陸地。在韓戰開始不久，海軍與空軍達成協議，海軍及陸戰隊的飛機將負責半島東面戰場；而空軍則負責西面。航空母艦作戰期間，往往靠近陸地，故此經常保持最高防空警戒，以防止米格-15突襲艦隊。

重返現役後，艾塞克斯號主要在美國西海岸試航。1951年6月26日，艾塞克斯號離開美國，於8月8日途經珍珠港，前往日本，作首次韓戰巡航。
8月18日艾塞克斯號離開橫須賀，前往會合美軍艦隊，但在21日遭遇颱風瑪琦吹襲，艦體更因大浪而一度傾側25度，幸而甲板受損輕微。22日，艾塞克斯號與第77特遣艦隊（Task Force 77）會合，並擔任旗艦，同行的尚有拳師號、好人理查號及新澤西號。早前美軍正嘗試以空中力量切斷地面鐵路，最終切斷志願軍的補給與運輸，阻止其推進。由於切斷鐵路成效不大，李奇微下令展開絞殺行動，改為切斷北韓的公路，並集中攻擊橋樑、隧道等要隘。行動至此已開始近兩個月。艾塞克斯號的機隊隨即加入，與其他航空母艦日夜轟炸，同時支援炮擊元山的美軍艦隻。不過美軍空中阻絕成效不大，志願軍及北韓軍隊既可快速搶修道路；又於沿路佈置防空炮，加劇美軍損失；而且道路的彈坑並不能使運輸車隊停駛，無法真正斷絕地面運輸。
8月25日，空軍派B-29轟炸羅先市。由於空軍的F-86無法作長距離掩護，艾塞克斯號派11架F9F及12架F2H掩護，但未遭遇米格-15。
9月16日，一架F2H緊急降落艾塞克斯號時發生意外，在著艦後躍起，飛過甲板上的三重攔截網，最後在前部甲板再次著陸，撞向右舷預備起飛的飛機，引發爆炸，造成三人死亡，四人失蹤及16人受傷，艦體輕微受損。20日，美軍暫停絞殺行動，海軍將目標再改為切斷鐵路，並減少密接支援，以集中攻擊力量。此前一日，艾塞克斯號剛好離開艦隊，前往橫須賀修理，並於21日抵達。
10月1日，艾塞克斯號離開橫須賀，在3日與艦隊會合，繼續切斷北韓各地的鐵路。15日安提頓號加入艦隊。29日，艾塞克斯號根據克拉克少將及陸軍的情報，派八架A-1突襲於甲山郡一建築群開會的朝鮮勞動黨成員，殺死144個黨員及376名士兵。31日艾塞克斯號返回橫須賀休整，於11月2日抵達。
11月4日至11日，艾塞克斯號進入船廠作短暫維修。12日艾塞克斯號再次出征，於14日與旗艦好人理查號等會合。艦隊繼續集中切斷北韓鐵路網，又為陸軍提供空中密接支援，並支援於元山港外的美軍艦隻。12月12日，艾塞克斯號前往橫須賀休整，於14日抵達。
12月15日至25日，艾塞克斯號留在橫須賀休假，偶爾與其他航空母艦進行訓練。26日艾塞克斯號離港，於28日與艦隊會合，與安提頓號及再次參戰的福治谷號同行。艦隊之任務依舊，繼續切斷北韓各地鐵路。1952年2月1日，艾塞克斯號再到橫須賀休整，於3日抵達。
2月18日，艾塞克斯號、安提頓號及威斯康辛號一同離開橫須賀，於20日與艦隊會合。菲律賓海號於不久前加入艦隊。艦隊由分散攻擊改為集中切斷所有通往元山的鐵路，並攻擊高原郡、咸興市及興南港一帶的鐵路交匯處，幾乎癱瘓北韓東部的鐵路網。3月5日艾塞克斯號將部分飛機轉移到福治谷號，然後返回橫須賀休整，於7日抵達。11日艾塞克斯號啟程返國，途經珍珠港，於25日返抵聖地牙哥。

### 二次巡航

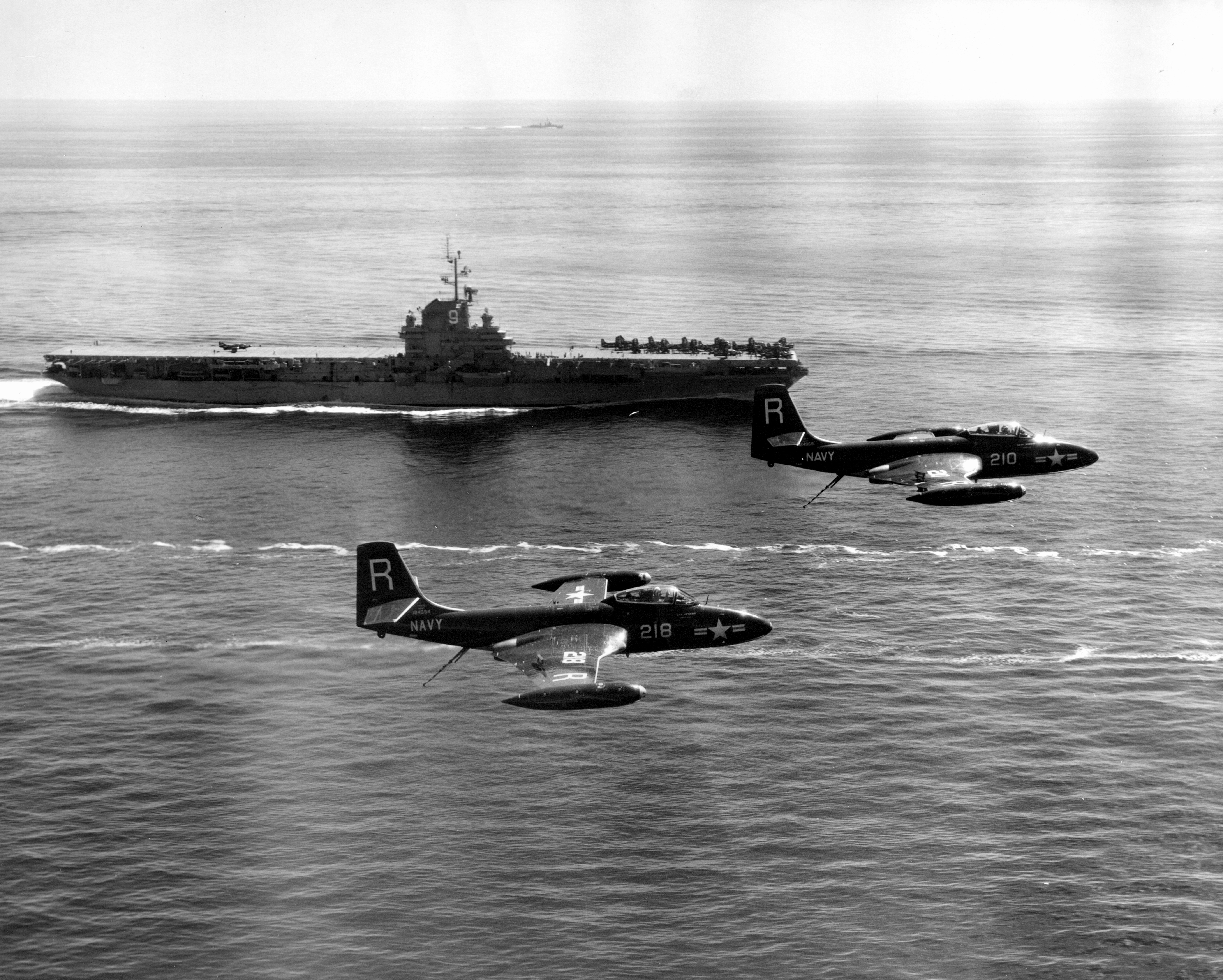
韓戰期間，兩架F2H噴射機在艾塞克斯號旁掠過。

返國後艾塞克斯號在港口休整。6月16日，艾塞克斯號離開聖地牙哥，作第二次韓戰巡航；不過艾塞克斯號未直接前往日本，而是先到菲律賓蘇比克灣。7月18日至24日，艾塞克斯號與南下的菲律賓海號一同在台灣海峽巡航警備；期間於20日，鄧肯號（USS Duncan, DDR-874）從艾塞克斯號補油時，舵機突然失靈，撞向艾塞克斯號艦側，造成輕微損毀。26日艾塞克斯號抵達橫須賀，隨即進行修理。
7月29日，艾塞克斯號離開橫須賀，前往會合艦隊，於8月1日抵達，同行的尚有好人理查號及拳師號。此時海軍開始改為攻擊北韓重要工業設施。6日拳師號因意外起火，艾塞克斯號派直升機救起落水官兵。18及19日，艦隊為迴避颱風海倫（Typhoon Karen）而撤出戰區。
8月20日，艾塞克斯號與普林斯頓號分別派出43架及62架飛機，聯同空軍及海軍陸戰隊機組，空襲西海岸邊境南陽里（Namyang-ni）的補給點，摧毀多座建築。期間兩艦機隊曾遭遇米格-15，但雙方沒有交火。29日艾塞克斯號又派機隊，與空軍等聯合空襲平壤。
9月1日，艾塞克斯號與普林斯頓號派出兩波飛機，攻擊於恩德郡邊境的阿吾地煉油廠（Aoji Oil Refinery），幾乎將之徹底摧毀；拳師號則派機隊空襲汶山（Munsan）的鋼鐵廠，及清津市的工業設施。各地因接近蘇聯邊境，幾乎沒有部署防空炮，使美軍空襲效果大增。4日艾塞克斯號與拳師號一同返回橫須賀休整，於6日抵達。
9月16日，正在休整的艾塞克斯號發現左舷彈射器故障，須要替換零件。在等待零件運抵日本前，艾塞克斯號於18日離港，並於20日會合艦隊，作短暫執勤；此時奇爾沙治號加入艦隊。21日艾塞克斯號前往佐世保市，於24日抵達，開始維修彈射器。
9月27日艾塞克斯號再次離港，於28日與艦隊會合。10月1日，艾塞克斯號被重編為攻擊航母，舷號改為CVA-9。5日艾塞克斯號空襲淮陽郡的運輸車隊。8日，海軍再次與空軍轟炸機聯合作戰，轟炸高原郡的防空炮陣及鐵路設施。B-29率先作高空轟炸，摧毀地面多座防空炮；然後海軍轟炸機再作後續進攻。由於地面防空力量在一開始便告摧毀，美軍未有損失飛機。
10月9日，第七艦隊司令克拉克中將命艦隊開始改作切羅基攻擊（Cherokee Strikes）及密接支援；當日艾塞克斯號、普林斯頓號及奇爾沙治號空襲了第十軍團（X Corps）迫擊炮射程外的步兵及補給；24日艾塞克斯號與好人理查號又空襲了惠山郡。11月1日艾塞克斯號往橫須賀休整，於3日抵達。
艾塞克斯號在橫須賀休整至12日，於13日離港執勤。16日艾塞克斯號與艦隊會合，並在17日與奧里斯卡尼號攻擊邊境城市清津；奇爾沙治號則攻擊了吉州。18日艾塞克斯號與奇爾沙治號攻擊會寧市。同日奧里斯卡尼號的三架F9F，在艦隊45英里（72）外遭遇七架蘇聯的米格-15，並與之交火，擊落三架。20日艾塞克斯號的左舷彈射器再次故障，但仍繼續執勤。22日艾塞克斯號與奇爾沙治號空襲金化（Kumwha，上甘嶺戰役一部分），摧毀數支陸軍迫擊炮射程外的火炮。24日艾塞克斯號撤返橫須賀維修，於26日抵達。
12月6日，艾塞克斯號完成修理，於8日會合艦隊，作最後一期的韓戰戰鬥。9日艾塞克斯號於上午空襲慶源郡訓戎里（Hunyung-ri）的鐵路網，下午則空襲羅先市；好人理查號空襲了茂山郡的鋼鐵廠；奧里斯卡尼號則空襲惠山郡。艦隊繼續作切羅基攻擊，但21日作切羅基攻擊的海軍飛機誤擊友軍，使攻擊一度暫停，到3月才恢復。
艾塞克斯號等在12月27日起再次轉為切斷鐵路網，於30日再空襲羅先市。由於地面戰鬥開始加劇，艾塞克斯號等開始加強對地密接支援。1953年1月10日，艾塞克斯號離開戰區，於13日返抵橫須賀，預備返國。2月6日，艾塞克斯號返抵布雷默頓修理，結束第二次韓戰巡航，此後未再參與韓戰。

## 太平洋艦隊

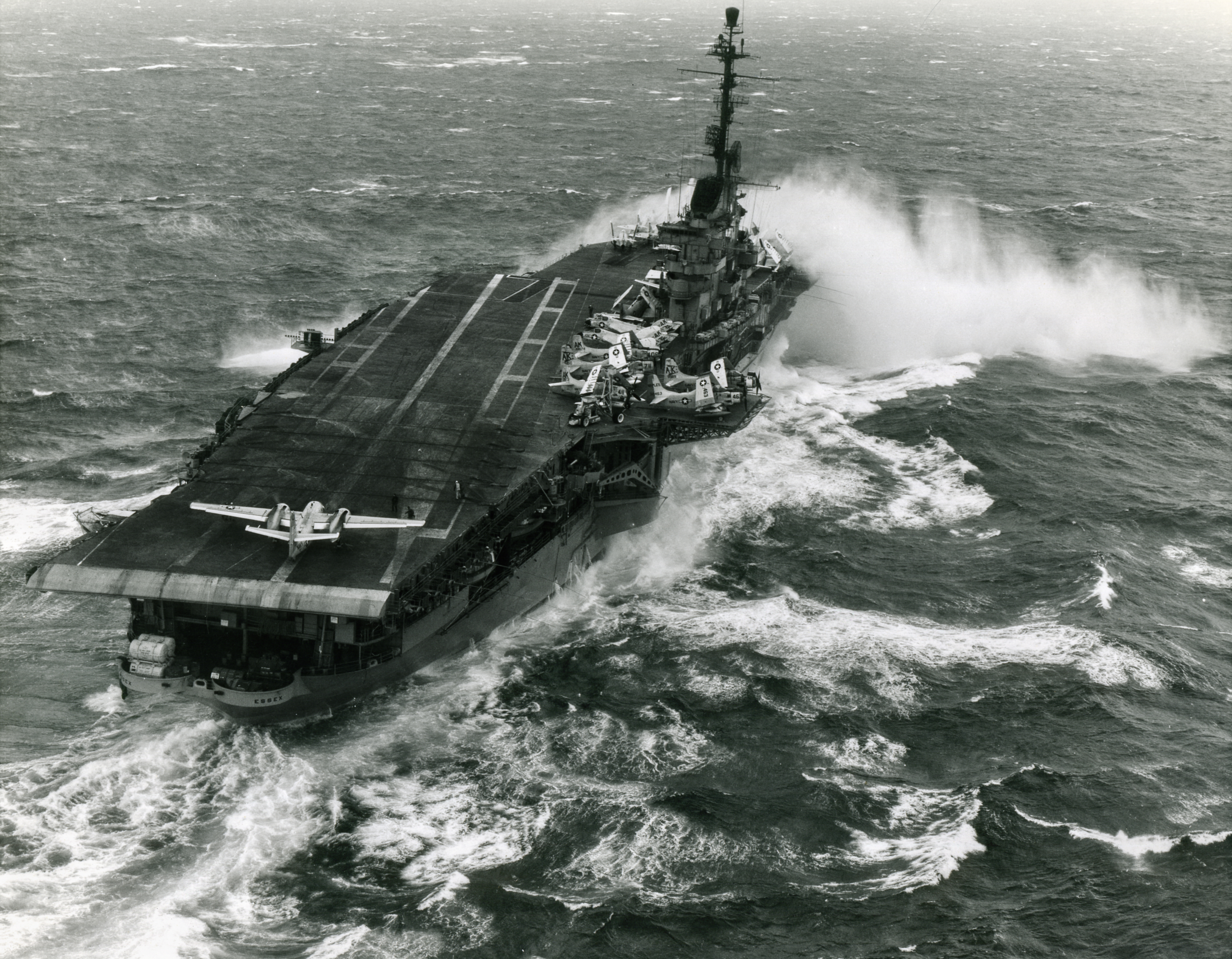
1960年1月12日，艾塞克斯號正在波濤洶湧的地中海巡航。此時艾塞克斯號已完成SCB-125改建，新設的斜角飛行甲板上有一架S2F反潛機；而前部的封閉艦艏則錯開大浪。不久前艾塞克斯號曾擔任艾森豪親善外交團的護航艦，並作傳媒中心。

返國後艾塞克斯號留在美國西海岸。1953年7月27日，朝鮮停戰協定簽訂。12月1日，艾塞克斯號再次前往西太平洋巡航警備，並先後與胡蜂號、普林斯頓號、奇爾沙治號、塔拉瓦號及菲律賓海號等，在南海及菲律賓演練。1954年3月13日，奠邊府戰役爆發。不久法國因戰事不利，在4月4日請求美國總統艾森豪派軍介入；而時任參謀長聯席會議主席的拉德福則建議海軍航空母艦待命。此時艾塞克斯號及胡蜂號正在菲律賓；而拳師號則在4月初前來接替胡蜂號；三艦隨即加緊演練，以隨時空襲越共。奠邊府最終在5月7日失陷；而艾森豪在英國反對下，亦無意派軍到越南。艾塞克斯號恢復日常執勤，於1954年7月12日返抵聖地牙哥。
11月3日，艾塞克斯號再次離港，往西太平洋巡航。1955年1月18日，解放軍進攻一江山島。2月8日，國民政府決定撤出大陳島，艾塞克斯號、約克鎮號、胡蜂號、奇爾沙治號及中途島號到台灣海峽支援。3月艾塞克斯號訪問曼谷，於6月21日返回阿拉米達，並卸載聯隊。7月艾塞克斯號北上布雷默頓普吉灣船塢，作SCB-125改建，增設斜角飛行甲板及封閉艦艏。
1956年1月3日，艾塞克斯號完成改建，再加入太平洋艦隊，仍留在西海岸。7月16日至1957年1月26日，艾塞克斯號到西太平洋巡航，並到訪了神戶、佐世保及蘇比克灣。稍後海軍將艾塞克斯號調到大西洋艦隊服役。

## 大西洋艦隊
6月21日，艾塞克斯號離開聖地牙哥，前往新母港佛羅里達州梅港（Naval Station Mayport）。由於改建後艾塞克斯號無法通過巴拿馬運河，故繞道合恩角，經智利瓦爾帕萊索及巴西里約熱內盧，於8月1日抵達新母港。9月3日至12日，艾塞克斯號參與北約大規模海軍演習反擊行動（Operation Strikeback）。除艾塞克斯號外，美軍亦派出無畏號、胡蜂號、塔拉瓦號、福萊斯特號、薩拉托加號、艾奧瓦號及威斯康辛號；英國則派出皇家方舟號、鷹號及壁壘號（HMS Bulwark R08）。演習模擬防守GIUK缺口；雖然艾塞克斯號仍為攻擊航母，卻搭載反潛用的S-2F及HUP-2直升機。演習後艾塞克斯號返回母港。
1958年2月2日，艾塞克斯號首次到地中海巡航，並加入第六艦隊。稍後北約在西地中海舉行綠眼鏡蛇行動（Operation Green Cobra）海上演習，艾塞克斯號亦有參與。期間艾塞克斯號曾到訪熱那亞、那不勒斯、康城、帕爾馬及巴塞隆那。演習後艾塞克斯號往東地中海，並到訪多座希臘港口，包括蘇達灣（Souda Bay，位於克里特西北部）、塞薩洛尼基、羅得島及雅典。7月14日黎巴嫩危機爆發時，艾塞克斯號正停泊在雅典以南的比雷埃夫斯。

### 黎巴嫩危機與金門砲戰

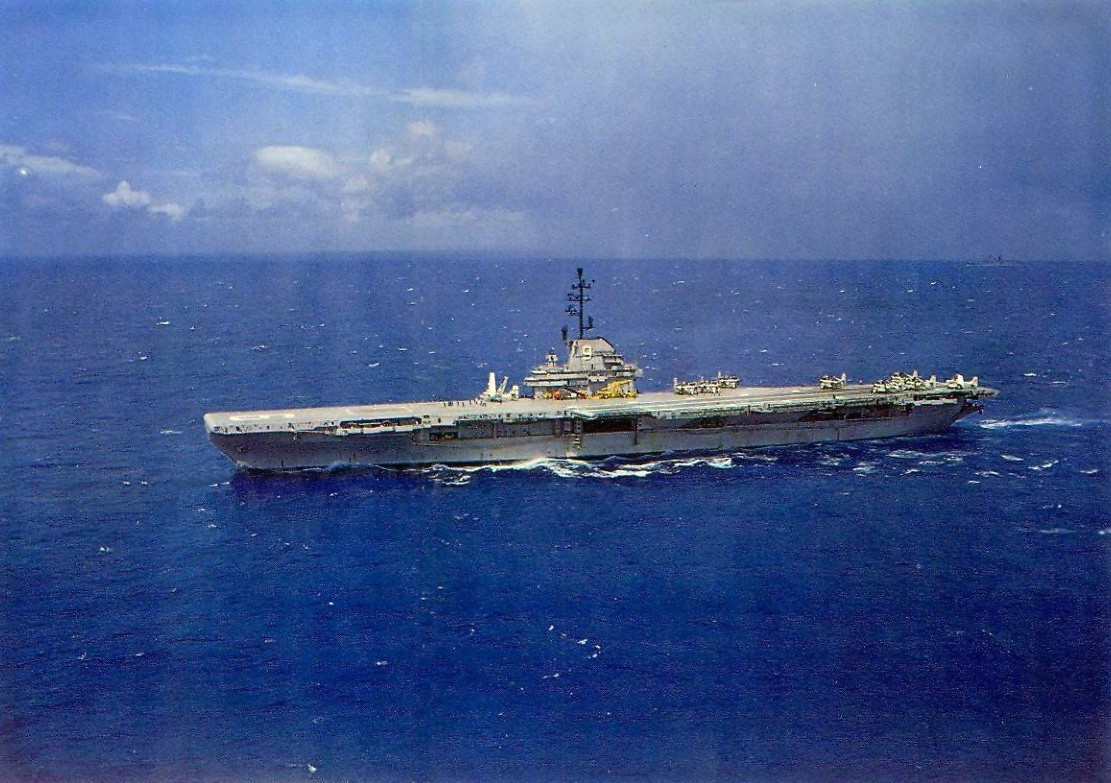
1960年，反潛航母艾塞克斯號正在地中海巡航。

1958年7月14日，伊拉克發生七月十四日革命，親西方的哈希姆王朝被推翻，伊拉克共和國成立。阿拉伯民族主義運動旋即在黎巴嫩引發政治危機。早在前幾年，黎巴嫩國內的基督教派系與伊斯蘭派系，就已為是否加入納賽爾領導的阿拉伯聯合共和國而劍拔弩張。恐於革命蔓延，親基督教派系的黎巴嫩總統夏蒙向美國求救，以免政權不保。
美國總統艾森豪迅即答應夏蒙，並下令美軍登陸黎巴嫩貝魯特，藍蝙蝠行動（Operation Blue Bat）因此展開。7月15日清晨4時，正在停泊的艾塞克斯號緊急預備出發，並以直升機接回上岸的官兵，但到艾塞克斯號離開後，仍有27名軍官與81名水兵未能及時返艦，滯留希臘。下午5時，即夏蒙求救後27小時，首批共1,700名陸戰隊在貝魯特以南登陸，只用了一小時就控制了整個城市；而艾塞克斯號於登陸期間，一直派FJ3與F2H在空中警備。
革命同時波及約旦等地。約旦國王侯賽因一世向倫敦求助，請求英國派兵登陸安曼支援。英國即時調動附近兵力，但17日只有先鋒200人登陸，加上以色列拒絕借出機場予英國軍機，使英軍沒有任何空中掩護；反觀美國陸軍及陸戰隊在18日作最後空降及登陸時，已投入約8,000名陸軍與6,000名陸戰隊。艾森豪先向以色列施壓，迫使其開啟機場予英軍使用，又命艾塞克斯號及後至的薩拉托加號派飛機到約旦巡邏，掩護後續登陸的2,200名英軍。20日美國於貝魯特四周完成佈防；同日胡蜂號由提雷尼亞海趕抵。艾塞克斯號於當日離開黎巴嫩，於23日抵達那不勒斯休整。8月11日，侯賽因一世獲國內貝都因部落保證效忠，英軍開始撤出約旦；而黎巴嫩在9月大選後，由親基督教的福阿德·謝哈布接任總統，危機開始降溫。。10月25日，所有美軍撤出黎巴嫩。
艾塞克斯號抵達那不勒斯當日，解放軍炮轟金門，遠東地區局勢再次緊張。艾塞克斯號雖隸屬大西洋艦隊，仍於25日調往西太平洋，經蘇伊士運河趕往台灣海峽巡航，在約兩星期左右加入第七艦隊。10月危機開始降溫，10月3日艾塞克斯號離開蘇比克灣，經新加坡、可倫坡、好望角及里約熱內盧，於11月17日返抵梅灣。

### 艾森豪十一國親善訪問
1959年8月7日，艾塞克斯號再次到地中海執勤。12月3日至22日，艾森豪開始其十一國親善訪問（Eleven-nation goodwill tour）。艾森豪先坐飛機訪問意大利羅馬及梵蒂岡，再到土耳其安卡拉、巴基斯坦卡拉奇、阿富汗喀布爾、印度新德里、伊朗德黑蘭及希臘雅典。訪問雅典後，艾森豪將乘坐德梅因號（USS Des Moines, CA-134）到北非，再坐直升機到突尼斯作兩小時訪問，然後再坐重巡洋艦到法國土倫。
為保護總統於海上安危，海軍籌劃了季候風行動（Operation Monsoon）。時在地中海的艾塞克斯號被編入護航艦隊，並用作訪問團的傳媒中心。正當訪問開始不久，法國南部城市弗雷瑞斯的瑪爾巴塞拱壩（Malpasset arch dam）因暴雨決堤，淹沒河谷的數個村莊及弗雷瑞斯的西半部。艾塞克斯號先駛到當地救援，待艾森豪抵達雅典前才加入護航艦隊。艾森豪抵達土倫後，艾塞克斯號恢復日常執勤，於1960年2月26日返抵母港，結束巡航。稍後艾塞克斯號到紐約布魯克林船廠改修，預備改作反潛航母。

## 反潛航母

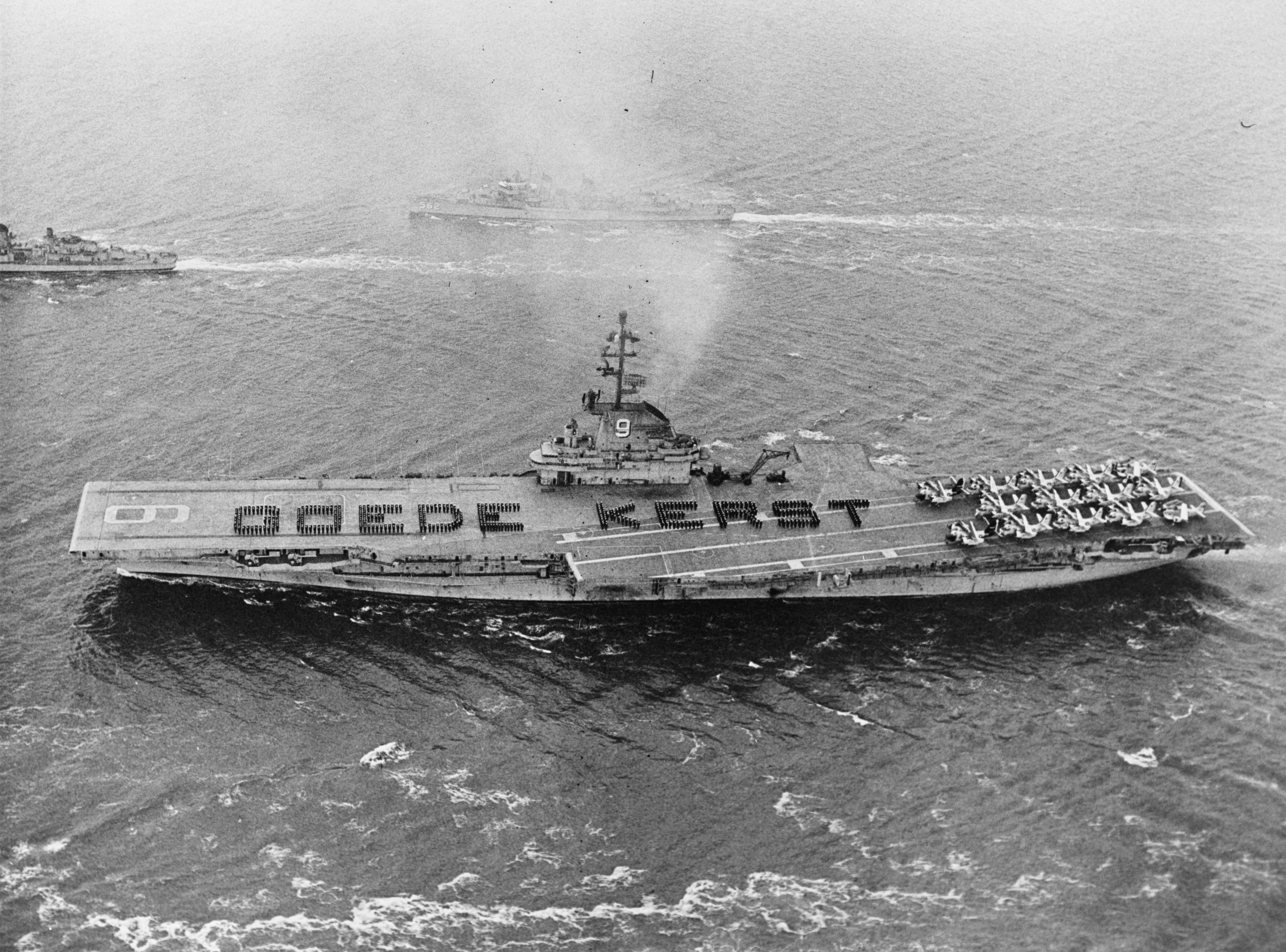
1961年聖誕節後，艾塞克斯號離開鹿特丹。艦上水兵在甲板排出的荷蘭語的聖誕快樂（Goede Kerst）。加入大西洋艦隊後，艾塞克斯號一直活躍於地中海及北大西洋，偶爾亦越過蘇伊士運河，到印度洋演習。

1960年3月8日，艾塞克斯號正式改編為反潛航母，舷號改為CVS-9，母港改設在羅得島州昆錫點海軍基地（Quonset Point）。
9月6日，艾塞克斯號前往北大西洋，預備參與北約舉行的大型演習。航行期間，艾塞克斯號與加拿大海軍在海上進行名為海沫行動（Operation Sea Spray）演習。接著整個9月，艾塞克斯號、香格里拉號、薩拉托加號、英軍的皇家方舟號、競技神號（HMS Hermes, R12 )等北約軍艦，分別在挪威海及比斯開灣，進行代號刺劍行動（Operation Sword Thrust）的反潛演習。演習後艾塞克斯號先後訪問里斯本及那不勒斯，然後前往印度洋。
10月16日，艾塞克斯號抵達塞德港（Port Said），然後駛過蘇伊士運河，前往卡拉奇。25日至11月10日，艾塞克斯號與中部公約組織（CENTO）海軍（主要為巴基斯坦海軍）參與代號第三次中央連結行動（Operation Midlink III）演習。稍後艾塞克斯號返回地中海，在雅典稍作停留，然後與法國海軍作噴流行動（Operation Jet Stream）演習。演習後艾塞克斯號經巴塞隆那及直布羅陀，於12月13日返抵昆錫點。

### 豬灣事件

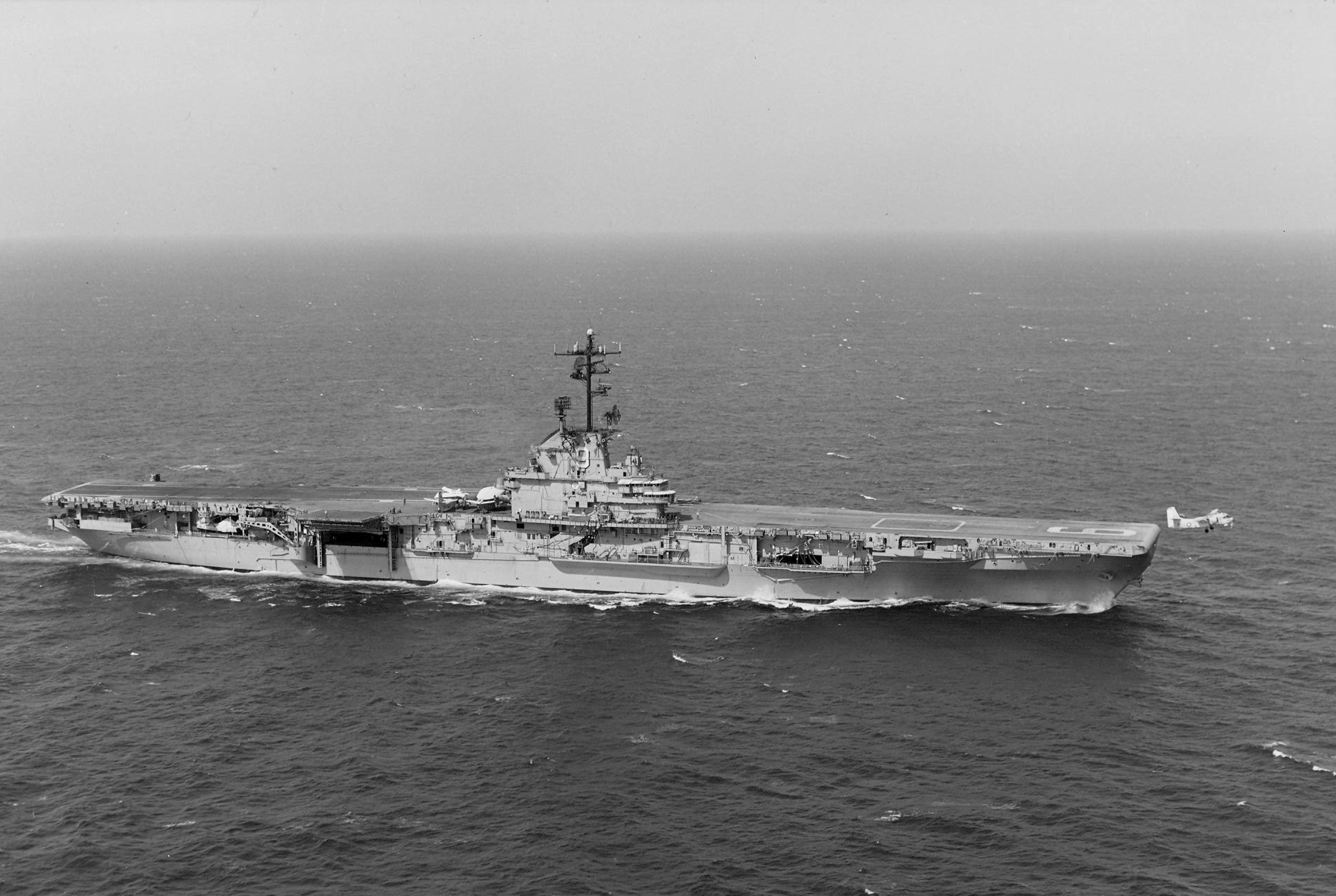
1964年11月10日，艾塞克斯號在近海執勤，一架S-2D反潛機剛剛起飛。

1961年3月，艾塞克斯號搭載1,200名陸戰隊員，離開昆錫點，前往古巴海域，預備登陸豬灣。事緣卡斯特羅於1959年在古巴建立共產政權；此時美國中央情報局欲利用部份流亡美國的古巴人，以將之推翻。17日流亡軍開始攻擊古巴。美軍一直避免直接介入戰事，故陸戰隊未有離艦登陸；而艾塞克斯號亦僅在19日開始有限的空中支援，派A-1到灘頭招引防空炮火，並保護流亡軍的B-26轟炸機，但仍有數架轟炸機被古巴擊落，四名美國志願飛行員死亡。入侵最終失敗告終。由於入侵豬灣為機密行動，艾塞克斯號上下官兵均被嚴令保密。行動結束後艾塞克斯號於4月返港。
艾塞克斯號分別在1961年7月及9月在西大西洋巡航，又於10月至1962年2月到北大西洋，以為第三次柏林危機警備。先後於鹿特丹、蘇格蘭的格雷納及漢堡等地停泊，並開放予當地人參觀。1962年3月25日，艾塞克斯號進入布魯克林船廠，作現代化改建計畫（Fleet Rehabilitation and Modernization, FRAM II），以延長服役壽命；改建於9月25日完成。

### 古巴導彈危機
1962年，美國已發現蘇聯在古巴建立導彈基地，其射程可及美國東部，威脅美國本土。事件到10月發展成古巴導彈危機。10月19日，甘迺迪總統決定封鎖古巴，海軍開始召集軍艦。21日艾塞克斯號離開港口，前往古巴海域，並與其他軍艦在古巴800英里（1,300）（不久縮窄到500英里（800））外設下封鎖線。24日甘迺迪公佈封鎖古巴行動，並要求蘇聯停建基地。同日早上10時，海軍偵察機發現兩艘蘇聯貨船接近封鎖線，即時派巡洋艦前往攔截；不久偵察機又發現一艘蘇聯潛艇，潛藏在兩貨船之間。艾塞克斯號即時前往攔截；艦長更派出艦上所有的反潛飛機與直升機，務必迫使潛艇浮出水面，否則可投下警戒性的深水炸彈；而若貨船拒絕調頭，飛機可攻擊兩艦的舵及螺旋槳，然後派人登艦。稍後蘇聯船隻在封鎖線外停駛。
消息在25分傳抵華盛頓。甘迺迪即時向海軍下令，若蘇聯船隻未超越封鎖線，不可擅自攻擊。25日艾塞克斯號與基靈號攔截了貨船布加勒斯特號，但布加勒斯特號拒絕讓美軍登艦搜查。最終海軍認為貨船未有攜帶武器，准許其駛往古巴。稍後艾塞克斯號與蘭道夫號等連日攔截追蹤蘇聯潛艇。26日，蘇聯拒絕停建導彈基地；次日美國海軍向一艘潛艇投下警告性深水炸彈，幾乎令潛艇艦長發射核彈。數日後，美蘇之間達成秘密協議。蘇聯同意中止興建導彈基地，而美國則解除封鎖。危機方告結束。艾塞克斯號於11月14日返回母港。

### 後續巡航與太陽神計畫

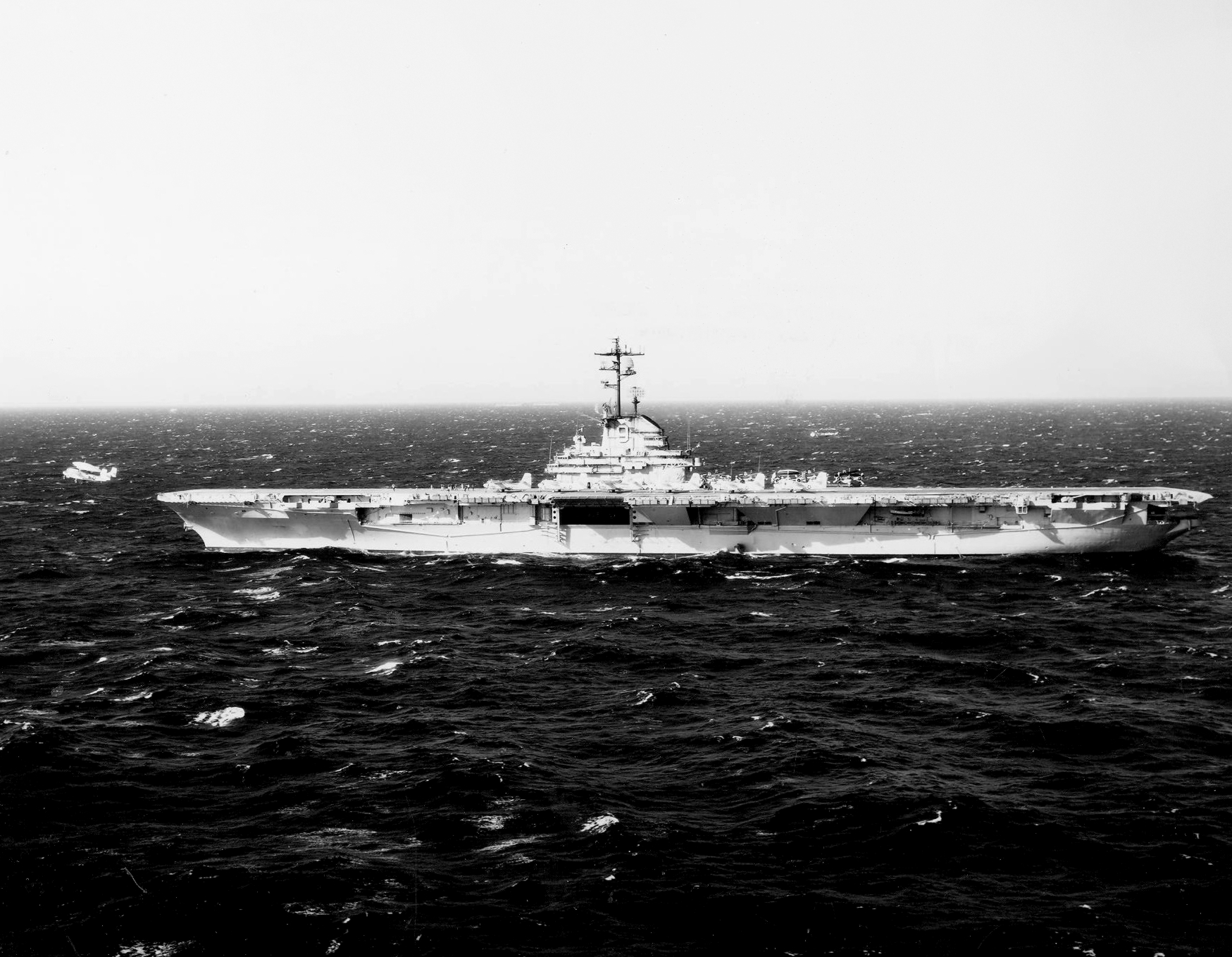
1964年12月3日，在近岸執勤的艾塞克斯號派出一架E-1B預警機。兩年前的古巴導彈危機，艾塞克斯號亦有參與，派預警機及反潛機追蹤蘇聯潛艇。

1963年1月至2月及5月至7月，艾塞克斯號留在昆錫點近海演練。10月1日至12月22日，艾塞克斯號到地中海巡航，並再次橫越蘇伊士運河往卡拉奇，與中部公約組織的軍艦作第六次中央連結行動（Operation Midlink VI）演習；參與國家包括巴基斯坦、土耳其及英國。演習後艾塞克斯號經蘇伊士運河，到那不勒斯休整，於12月返抵昆錫點。
1964年4月至5月，艾塞克斯號繼續在昆錫點近海演練。6月，艾塞克斯號搭載312名美國海軍學院學生，到北大西洋訓練，並先後到訪勒阿弗爾、哥本哈根及朴次茅斯，然後到新英格蘭一帶作反潛演習。稍後於彭薩科拉的列星頓號到船廠維修，由艾塞克斯號暫時接替其訓練航母一職。7月20日，艾塞克斯號與加拿大海軍在大西洋作聯合反潛行動，於8月返回母港昆錫點。
1965年1月，艾塞克斯號再次出海執勤，並於3月到梅港考核飛行員。稍後艾塞克斯號前往關塔那摩灣，作年度檢閱（Operational Readiness Inspection），然後到牙買加金斯敦稍作停留，於4月返抵昆錫點。6月艾塞克斯號再次搭載海軍學院學生，到地中海訓練，並與北約軍艦作長期演練，於9月3日返抵昆錫點。
1966年1月7日，艾塞克斯號進入波士頓船廠大修，耗費約六百萬美金。6月10日艾塞克斯號完成維修，到加勒比海試航，於8月返回母港。11月6日艾塞克斯號與核潛艇鸚鵡螺號等在北卡羅萊納州近海演習。期間艾塞克斯號轉換航線，預備與油船補油；在水下的鸚鵡螺號卻穿過艾塞克斯號的護航驅逐艦，並撞穿艾塞克斯號艦體，留下一個八呎大洞。鸚鵡螺號即時浮出水面；而演習即時中止。艾塞克斯號於14日抵達波士頓船廠維修，於12月28日完成。
維修後艾塞克斯號在近海試航，然後駛回母港昆錫點。期間美國太空總署曾打算以艾塞克斯號為太陽神1號的救援艦，但太陽神1號未及於1967年2月發射，便在1月27日於地面意外起火，艙內三名太空人死亡，計畫亦因此告吹。5月29日，艾塞克斯號離開昆錫點，到北歐巡航演習，途經朴次茅斯、卑根、鹿特丹及漢堡等地，然後航向地中海，到訪那不勒斯、巴勒莫、瓦萊塔及羅塔島（Rota），於9月22日返抵昆錫點。
1968年2月15日，艾塞克斯號再次到地中海巡航，並到訪那不勒斯、法國胡安港（Gulfe-Juan）及瓦萊塔，然後再到北歐，訪問鹿特丹、朴次茅斯及漢堡，於6月13日返抵昆錫點。7月艾塞克斯號再次接替入廠維修的列星頓號為訓練航母，然後開始預備回收太陽神7號太空艙。10月11日，太陽神7號成功升空，並在次日於艾塞克斯號以北13公里的大西洋海面濺落（Splashdown），稍後被打撈上甲板。
1969年1月3日，艾塞克斯號最後一次離港巡航，到彭薩科拉接替列星頓號為訓練航母，於2月6日返抵昆錫點。3月艾塞克斯號航向波士頓船廠，預備退役。

## 結局與榮譽
1969年6月30日，艾塞克斯號退役，並加入後備艦隊。1973年6月1日，艾塞克斯號除籍，並以1,660,000美金出售拆解。1975年6月1日，艾塞克斯號由波士頓拖往新澤西州卡尼鎮（Kearny）拆解。
艾塞克斯號在二戰中獲頒美國總統部隊嘉許獎（Presidential Unit Citation）及13顆戰鬥之星，並在韓戰獲頒海軍部隊嘉獎（Navy Unit Commendation）及四顆戰鬥之星。全部榮譽見下表：
|             |                                                                     |                                         |  |
|             |                                                                     |                                         |  |
|             | Silver star · Silver star · Bronze star · Bronze star · Bronze star |                                         |  |
| Bronze star | Bronze star · Bronze star · Bronze star · Bronze star               | Bronze star · Bronze star · Bronze star |  |
|             | Bronze star · Bronze star                                           |                                         |  |

| 美國總統部隊嘉許獎    |                               |                         |                                             |
| 海軍部隊嘉獎          | 海軍功績部隊嘉獎              | 海軍遠征獎章            | 中國服役獎章： （延長）                     |
| 美國戰役獎章          | 太平洋戰爭獎章： 13枚戰鬥之星 | 第二次世界大戰勝利獎章  | 海軍佔領服役獎章： （「亞洲（Asia）」橫扣） |
| 國防部服役獎章： 兩枚 | 韓國服役獎章： 四枚戰鬥之星   | 武裝部隊遠征獎章： 四枚 | 菲律賓總統部隊嘉許獎                        |
| 大韓民國總統部隊表彰  | 菲律賓解放獎章： 兩枚戰鬥之星 | 聯合國韓國服役獎章      | 韓戰服役獎章： （追授）                     |

## 資料出處
1. ↑  Friedman 1983，第394頁艾塞克斯艦級配置。由於各艘艾塞克斯級服役期間曾多次改建或改變用途，數據僅以設計及建造時為準。
2. ↑  . 美國海軍.   [2022-07-16]. （原始内容存档于2020-10-19）.（英文）
3. ↑  .   [2010-12-11]. （原始内容存档于2011-05-05）.
4. 1 2  St. John 1983，第10頁
5. 1 2  Morison 1988，第92頁
6. 1 2 3 4  .   [2010-12-11]. （原始内容存档于2007-12-02）.
7. ↑  Morison 1988，第114-118頁第一分隊包括旗艦約克鎮號、列星頓號及科本斯號，負責奪取制空權；第二分隊有旗艦企業號、貝勒森林號及蒙特利號，負責支援馬金島；第四分隊則有旗艦薩拉托加號及普林斯頓號，作後備支援。
8. ↑  Morison 1988，第330頁
9. ↑  Morison 1988，第332頁
10. ↑  Morison 1988，第333頁
11. ↑  Morison 1988，第334頁為增強防空火力，有美軍爬上艦載的SBD無畏式俯衝轟炸機，用尾部機槍射擊。獨立號的密集防空甚至擊毀一枚空投炸彈。由於日機集中攻擊碉堡山號，碉堡山號於當日發射的防空彈藥超過艾塞克斯號及獨立號的總和。
12. ↑  Morison 1988，第149頁
13. ↑  Morison 1988，第138頁
14. ↑  Morison 1988，第190頁
15. ↑  Morison 1988，第192頁
16. 1 2  Morison 1988，第193頁
17. ↑  Morison 1988，第194頁
18. ↑  Morison 1988，第196頁
19. ↑  Morison 1988，第197頁
20. ↑  Morison 1988，第208頁其時第一分隊指揮為小李維（Jown W. Reeves, Jr.）少將，下轄旗艦企業號、約克鎮號及貝勒森林號；第三分隊由薛曼（Frederick C. Sherman）少將指揮，下轄旗艦碉堡山號、蒙特利號及科本斯號；第四分隊由堅達（Samuel P. Ginder）少將指揮，下轄旗艦薩拉托加號、普林斯頓號及蘭利號。
21. ↑  Morison 1988，第219頁
22. ↑  Morison 1988，第218頁
23. ↑  Morison 1988，第320頁
24. ↑  Morison 1988，第321-325頁
25. 1 2  Morison 1988，第154-155頁
26. ↑  .   [2010-12-11]. （原始内容存档于2010-06-07）.
27. 1 2  .   [2010-12-11]. （原始内容存档于2010-06-07）.
28. ↑  Morison 1988，第174頁第一分隊由克拉克（Joseph J. Clark）少將指揮，有旗艦大黃蜂號、約克鎮號、貝勒森林號及巴丹號；第二分隊由蒙哥馬利少將指揮，有旗艦碉堡山號、胡蜂號、蒙特利號及卡伯特號；第三分隊由小李維少將指揮，有旗艦企業號、列星頓號、普林斯頓號及聖哈辛托號。列星頓號雖屬第三分隊，但被編為第58特遣艦隊旗艦。艦隊由在3月晉升中將的密茲契指揮。
29. 1 2 3  Morison 1988，第175頁
30. ↑  Morison 1988，第234頁
31. ↑  Morison 1988，第239頁
32. ↑  Morison 1988，第240頁
33. 1 2  Morison 1988，第251-256頁
34. ↑  Morison 1988，第260頁
35. ↑  Morison 1988，第262頁
36. ↑  Morison 1988，第263-274頁
37. ↑  Morison 1988，第266-267頁
38. ↑  Morison 1988，第268頁
39. ↑  Morison 1988，第270-271頁
40. ↑  Morison 1988，第272頁
41. ↑  Morison 1988，第274-276頁
42. ↑  Morison 1988，第273-274頁
43. 1 2  .   [2010-12-11]. （原始内容存档于2010-06-07）.
44. ↑  Morison 1988，第301頁
45. 1 2  .   [2010-12-11]. （原始内容存档于2010-06-07）.
46. 1 2  .   [2010-12-11]. （原始内容存档于2010-06-07）.
47. ↑  第38特遣艦隊行動－雷伊泰灣 （页面存档备份，存于）8月26日時，第一分隊由麥凱恩中將指揮，下轄旗艦胡蜂號、大黃蜂號、科本斯號及蒙特利號；第二分隊由波根（Gerald F. Bogan）少將指揮，下轄旗艦無畏號、碉堡山號、卡伯特號及獨立號；第四分隊由戴維森（Ralph E. Davison）少將指揮，下轄旗艦富蘭克林號、企業號、聖哈辛托號及貝勒森林號。
48. ↑  .   [2010-12-11]. （原始内容存档于2010-06-07）.
49. ↑  Morison 1988，第91頁
50. ↑  Morison 1988，第93頁福留繁在指揮部看到多架飛機被擊落，鼓掌稱快，但下一刻才發現墜地的均為日機，不禁哀嘆日軍攔截只是「以卵擊石」。
51. ↑  Morison 1988，第95-100頁
52. ↑  Morison 1988，第101-104頁
53. 1 2 3  .   [2010-12-11]. （原始内容存档于2010-06-07）.
54. ↑  第38特遣艦隊行動－雷伊泰灣 （页面存档备份，存于）24日海戰爆發前，美軍四支航空母艦分隊如下：第一分隊仍由麥凱恩中將指揮，下轄旗艦胡蜂號、大黃蜂號、漢考克號（於22日調自第二分隊）、科本斯號及蒙特利號，蒙哥馬利少將則於30日接替麥凱恩；第二分隊繼續由波根少將指揮，下轄旗艦無畏號、卡伯特號及獨立號，而碉堡山號則於23日撤返布雷默頓普吉灣海軍船塢維修；第三分隊的指揮仍為薛曼少將，航空母艦編制不變（分隊旗艦艾塞克斯號、第38特遣艦隊旗艦列星頓號、普林斯頓號及蘭利號）；第四分隊續由戴維森少將指揮，有旗艦富蘭克林號（於10月30日受損撤退）、企業號（30日後接替富蘭克林號為旗艦）、聖哈辛托號及貝勒森林號。
55. ↑  見王牌飛行員麥坎貝爾簡介 （页面存档备份，存于）及Morison 1988，第177-178頁。
56. ↑  Morison 1988，第178-180頁
57. ↑  Morison 1988，第182-183頁
58. ↑  Morison 1988，第184-186頁。擊傷武藏號的飛機以第二分隊為主。武藏號最終身中19枚魚雷及17枚炸彈，於8時35分左右沉沒。
59. ↑  Morison 1988，第189頁
60. ↑  Morison 1988，第192頁
61. ↑  Morison 1988，第193-195, 320頁第二分隊的波根少將於當晚接獲獨立號的報告，指粟田中央艦隊再次東進，更未因錫布延海戰而失去戰力。波根因此抗議海爾賽的命令；李上將亦估計中央艦隊僅為暫時撤退，並向海爾賽報告；但海爾賽未有理會，而兩人亦未有進一步行動。整日被海爾賽凌駕指揮的密茲契於日間命參謀留意粟田動向。晚間其參謀收到獨立號報告後，即搖醒密茲契；但密茲契得悉海爾賽已收到該情報後，便未有進言，倒頭再睡。
62. 1 2 3  Morison 1988，第322-328頁
63. ↑  見：Morison 1988，第308-312頁及大黃蜂號服役日記10月25日 的存檔，存档日期2009-06-18.大黃蜂號服役日記10月26日 的存檔，存档日期2009-06-18.。第一分隊分別在25日10時30分及12時48分派飛機攻擊粟田艦隊，其時粟田已開始向北撤退，兩波飛機雖找到粟田艦隊，但攻擊收效甚微；反而是第七艦隊的護航航空母艦攻擊成功，分別在中午擊傷了長門號及旗艦利根號；第一分隊再於26日早上6時、8時27分及12時35分派三波飛機追擊，幾乎沒有擊傷任何日艦。
64. ↑  Morison 1988，第329頁
65. ↑  Morison 1988，第331頁艾塞克斯號的夜戰F6F協助巡洋艦追擊，但初月號奮力頑抗，由晚上7時起與美軍交火，直至沉沒。小澤曾命逃脫的伊勢號及日向號往南營教，但初月號在半途沉沒，兩艦只好調頭北上，返回日本。
66. ↑  Morison 1988，第341頁
67. 1 2 3 4  .   [2010-12-11]. （原始内容存档于2011-07-16）.
68. ↑  Morison 1988，第345-346頁富蘭克林號及貝勒森林號均被自殺飛機擊中，要返國維修。
69. ↑  Morison 1988，第348頁
70. ↑  Morison 1988，第349頁
71. ↑  Morison 1988，第353頁
72. ↑  Morison 1988，第356頁
73. ↑  第四聯隊的接替可見於其網頁。 （页面存档备份，存于）此時第15聯隊的總擊落數達310架；麥坎貝爾更個人擊落了34架，冠絕海軍，使第四聯隊倍感壓力。
74. ↑  艾塞克斯號服役水兵日記－1944年11月。 （页面存档备份，存于）。詳盡空襲情況可見於艦上水兵的口述紀錄，及提康德羅加號的照片 （页面存档备份，存于）。
75. ↑  Morison 1988，第315頁此時海爾賽在新澤西號上指揮第三艦隊；麥凱恩繼續指揮快速航空母艦艦隊；第一分隊由蒙哥馬利指揮（至12月29日，由拉德福（Arthur W. Radford）少將接替），有旗艦約克鎮號、胡蜂號、科本斯號及蒙特利號；第二分隊由波根指揮，旗艦列星頓號、漢考克號（任麥凱恩的艦隊旗艦）、大黃蜂號及卡伯特號。第四分隊因航母受創而暫時解散；企業號及獨立號正改裝為夜戰航母，而艦隊則在1945年1月5日至12日將兩艦編入第五分隊，於日間仍歸第二分隊指揮，但在空襲越南後解散。
76. ↑  Morison 1988，第55-57頁
77. ↑  Morison 1988，第59-64頁在三日空襲後，艦隊的驅逐艦已幾乎斷油，必須在海上補給。其時美軍於馬里亞納、帛琉等地雖有偵察機匯報天氣，其情報往往延時超過半日；為保持無線電靜默，部分飛機更要在降落後方可匯報，使天氣數據往往過時。14日偵察機發現菲律賓東南部有熱帶擾動，卻未有發現烏利西以北的熱帶擾動。17日美軍偵察機發現颱風眼鏡蛇，但新澤西號及珍珠港的路徑預測均告錯誤，這使海爾賽下令的迴避路徑，最終使艦隊直接通過颱風。
78. ↑  Morison 1988，第69-71頁
79. ↑  Morison 1988，第81-87頁
80. ↑  .   [2010-12-11]. （原始内容存档于2010-06-07）.
81. ↑  Morison 1988，第87頁
82. ↑  Morison 1988，第88-91頁
83. ↑  Morison 1988，第164-165頁航空母艦將集中力量攻擊補給；而炮艦則往攻擊港內戰艦。
84. ↑  
南海空襲亦有稱為感恩行動（Operation Gratitude），詳情亦可參考阿斯托里亞號輕巡洋艦網頁－第38特遣艦隊於南中國海 （页面存档备份，存于） 的存檔，存档日期2010-09-25.。
85. ↑  Morison 1988，第165-166頁第二分隊為轟炸主力，第一及三分隊則主力派戰機奪取制空權。
86. ↑  Morison 1988，第168-170頁
87. ↑  Morison 1988，第170-171頁
88. ↑  Morison 1988，第171-172頁
89. ↑  Morison 1988，第180-181頁
90. ↑  Morison 1988，第182頁
91. ↑  .   [2010-12-11]. （原始内容存档于2010-06-07）.
92. ↑  Morison 1988，第183頁
93. ↑  Morison 1988，第21頁第一分隊由克拉克指揮，有旗艦大黃蜂號、胡蜂號、班寧頓號及貝勒森林號；第二分隊由戴維森指揮，有旗艦列星頓號、漢考克號及聖哈辛托號；第四分隊由拉德福指揮，有旗艦約克鎮號、蘭道夫號、蘭利號及卡伯特號；第五分隊（夜戰航空母艦）由馬提亞·賈納（Matthias B. Gardner）少將指揮，有旗艦企業號及薩拉托加號。第五分隊於2月21日因薩拉托加號受創而一度解散，但最終在23日重組，直至3月12日企業號返抵烏利西為止。
94. ↑  Morison 1988，第22頁
95. ↑  Morison 1988，第24-25頁
96. ↑  .   [2010-12-11]. （原始内容存档于2010-06-07）.
97. ↑  Morison 1988，第44-45頁
98. ↑  Morison 1988，第52-57頁
99. ↑  Morison 1988，第57-59頁
100. ↑  第58特遣艦隊行動－冰山行動－至1945年4月7日 （页面存档备份，存于）第一分隊基本不變；第二分隊旗艦改為富蘭克林號，同行艦有蘭道夫號及聖哈辛托號。列星頓號在3月初隨艦隊到烏利西後，返回美國普吉灣維修；而蘭道夫號在3月11日於港內被自殺飛機攻擊受創，要到4月7日才啟程往會合艦隊；第四分隊有旗艦約克鎮號、企業號、無畏號、蘭利號及獨立號。由於第二及第四分隊屢屢受創，使艦隻在作戰期間有多次轉移，編制並不持續完整。
101. ↑  Morison 1988，第94-97頁
102. ↑  .   [2010-12-11]. （原始内容存档于2010-06-07）.
103. ↑  Morison 1988，第97-100頁詳細調動內容，可以約克鎮號及大黃蜂號之航海日誌互證。
104. ↑  Morison 1988，第101-102頁
105. ↑  Morison 1988，第196-197頁日軍飛機數量出自日方數據，而美軍僅可估計擊落數量。
106. ↑  Morison 1988，第200, 203頁
107. 1 2  Morison 1988，第203頁
108. ↑  Morison 1988，第205頁
109. ↑  Morison 1988，第205-209頁由於攻擊機隊甚多，美軍飛機無法妥善協調攻擊，引起頗多混亂，故此難以確認何者成功命中大和號，亦無法確定大和號共命中多少炸彈及魚雷；美軍亦誤認矢矧號為同級艦阿賀野號；而矢矧號最終身中12枚炸彈及七枚魚雷方告沉沒。整日美軍的攻擊機隊共有386架，第一分隊佔113架；第三分隊167架；第四分隊106架。
110. 1 2 3 4  .   [2010年12月11日]. （原始内容存档于2011年7月16日）.
111. ↑  Morison 1988，第209-211頁
112. ↑  Morison 1988，第221-230頁
113. ↑  .   [2010-12-11]. （原始内容存档于2010-06-07）.
114. ↑  Morison 1988，第248-249頁
115. ↑  Morison 1988，第262-264頁
116. ↑  Morison 1988，第298-309頁康妮其時向東北前進，海爾賽起初命艦隊航向西北，以在風暴吹襲前橫越海域；5日風暴迫近，海面大浪，麥凱恩改命艦隊向正北航行。由於康妮直徑細小，位處第一分隊以北的第四分隊，天氣顯然較為溫和；克拉克被風暴吹襲時，要求准許向東南迴避，但麥凱恩為確認風暴中心，在20分鐘後才批准分隊自由運動。
117. ↑  第38特遣艦隊行動－日本本土空襲－1945年7月至8月 （页面存档备份，存于）第一分隊由史伯格（Thomas L. Sprague）少將指揮，有旗艦班寧頓號、列星頓號、漢考克號、貝勒森林號及聖哈辛托號；第四分隊由拉德福指揮，有旗艦約克鎮號、艦隊旗艦香格里拉號、好人理查號、科本斯號及獨立號。胡蜂號於26日加入艦隊，加入第四分隊。
118. ↑  Morison 1988，第310-316, 330頁
119. ↑  Morison 1988，第331頁
120. ↑  Morison 1988，第332-335頁
121. ↑  見美國海軍新聞稿： （页面存档备份，存于） （页面存档备份，存于） （页面存档备份，存于） （页面存档备份，存于） （页面存档备份，存于）
122. 1 2 3 4  .   [2010-12-11]. （原始内容存档于2020-02-17）.
123. 1 2 3 4  .   [2010-12-11]. （原始内容存档于2020-06-05）.
124. ↑  St. John 1983，第61頁
125. 1 2 3 4   (PDF).   [2009年6月6日]. （原始内容 (PDF)存档于2011年6月27日）.
126. 1 2  Cagle & Manson 1957，第241-242頁美軍將北韓公路主要分成八條：空軍負責切斷西面三條公路；海軍負責中部兩條；海軍陸戰隊則負責東面三條。
127. ↑  Cagle & Manson 1957，第243-247頁羅先市因接近蘇聯，自1950年9月8日便被禁止攻擊，使之成為北韓補給重鎮。
128. 1 2   (PDF).   [2009年6月6日]. （原始内容 (PDF)存档于2006年12月8日）.
129. ↑  Cagle & Manson 1957，第248-251頁克拉克曾在二戰時指揮大黃蜂號及艾塞克斯號空襲琉璜島。陸軍與克拉克均派有間諜於甲山，並在現場觀察整個攻擊。一星期後北韓電台懸賞通緝發動攻擊的美軍將領，並稱之為「甲山屠夫」（The Butchers of Kapsan）。
130. ↑   (PDF).   [2009年6月6日]. （原始内容 (PDF)存档于2011年6月17日）.
131. 1 2   (PDF).   [2009年6月6日]. （原始内容 (PDF)存档于2006年12月8日）.
132. 1 2  Cagle & Manson 1957，第255頁
133. 1 2   (PDF).   [2009年6月6日]. （原始内容 (PDF)存档于2006年12月8日）.
134. 1 2 3 4 5 6 7 8 9 10 11 12 13 14 15 16  .   [2010-12-11]. （原始内容存档于2021-04-26）.
135. 1 2 3 4 5   (PDF).   [2009年6月6日]. （原始内容 (PDF)存档于2011年6月17日）.
136. ↑  Cagle & Manson 1957，第454-457頁
137. ↑  Cagle & Manson 1957，第458-459頁
138. 1 2 3  艾塞克斯號韓戰服役報告（PDF檔）：1952年9月5日至11月1日 （页面存档备份，存于），以艦上第二空中特遣隊報告輔證 （页面存档备份，存于）。
139. ↑  Cagle & Manson 1957，第459-460頁
140. ↑  Cagle & Manson 1957，第460-469頁切羅基攻擊一直執行至韓戰結束。由於海軍既未能分割北韓及志願軍部隊；而由1952年6月底連串針對工業設施的攻擊，亦未能改變戰局。克拉克在5月履新第七艦隊司令後，計劃新作戰方案，以盡量發揮海軍力量。當時地面戰況僵持，而迫擊砲射程有限，無法攻擊較後的補給點以至軍營。克拉克決定派海軍飛機攻擊該等目標。為與空中密接支援（Close air support）作識別，此等攻擊另作命名。取名切羅基乃因克拉克的切羅基血統。他是首位畢業於美國海軍學院的原住民。
141. 1 2 3 4 5  艾塞克斯號韓戰服役報告（PDF檔）：1952年11月1日至24日 （页面存档备份，存于），以艦上第二空中特遣隊報告輔證 （页面存档备份，存于）。
142. ↑  Cagle & Manson 1957，第469-475頁七架米格機由海參威飛往艦隊，並先攻擊美軍巡邏戰機。
143. ↑  Cagle & Manson 1957，第464-465頁
144. 1 2  艾塞克斯號韓戰服役報告（PDF檔）：1952年11月25日至1953年1月13日 （页面存档备份，存于），以艦上第二空中特遣隊報告輔證 （页面存档备份，存于）。
145. ↑  Cagle & Manson 1957，第467頁
146. 1 2 3 4 5 6 7 8  St. John 1983，第65頁
147. 1 2  .   [2010-12-11]. （原始内容存档于2021-04-26）.
148. ↑  Francillon 1988，第18-21頁
149. 1 2 3 4 5 6 7 8 9 10 11 12  .   [2010-12-11]. （原始内容存档于2021-04-26）.
150. 1 2 3 4 5  .   [2010-12-11]. （原始内容存档于2021-04-26）.
151. 1 2 3 4 5 6 7 8  .   [2009-06-06]. （原始内容存档于2009-06-21）.
152. 1 2   Archive.today的存檔，存档日期2013-04-28 Archive.today的存檔，存档日期2013-04-28時代雜誌－1959年12月7日。
153. ↑  .   [2010-12-11]. （原始内容存档于2021-04-26）.
154. ↑  .   [2010-12-11]. （原始内容存档于2021-04-26）.
155. ↑  .   [2010-12-11]. （原始内容存档于2020-06-05）.
156. 1 2  .   [2010-12-11]. （原始内容存档于2021-04-26）.
157. 1 2 3  .   [2010-12-11]. （原始内容存档于2021-04-26）.
158. ↑  .   [2010-12-11]. （原始内容存档于2020-06-05）.
159. ↑  .   [2010-12-11]. （原始内容存档于2020-06-05）.
160. 1 2  .   [2010-12-11]. （原始内容存档于2008-11-20）.
161. 1 2 3 4 5 6 7 8 9  St. John 1983，第66頁
162. 1 2 3 4 5 6 7  .   [2009-06-06]. （原始内容存档于2011-09-05）.
163. ↑  .   [2010-12-11]. （原始内容存档于2021-04-26）.
164. ↑  .   [2010-12-11]. （原始内容存档于2011-02-09）.
165. ↑  St. John 1983，第66-67頁
166. 1 2 3 4 5 6 7 8 9  St. John 1983，第67頁
167. 1 2  
.   [2010-12-11]. （原始内容存档于2010-10-07）. 的存檔，存档日期2010-10-07.